# Elezioni presidenziali in Romania del 2024
Le elezioni presidenziali in Romania del 2024 si sarebbero dovute tenere nel novembre e nel dicembre 2024 per il rinnovo della Presidenza del Paese. Il primo turno, originariamente previsto per il 24 novembre, si è tenuto regolarmente, con la previsione di un ballottaggio il successivo 8 dicembre, dal momento che nessuno dei candidati era riuscito a raggiungere la maggioranza assoluta delle preferenze.
Al primo turno si è verificata l'inaspettata sconfitta del candidato socialdemocratico e Primo ministro Marcel Ciolacu, giunto terzo e battuto di pochissimi voti dalla liberale Elena Lasconi, nonostante egli fosse dato più avanti dai sondaggi politici alla vigilia del voto e durante lo spoglio. Nello stesso primo turno c'è stato un sorprendente exploit del candidato sovranista indipendente Călin Georgescu; si era giunti dunque ad un ballottaggio inedito e imprevisto, che aveva molto fatto discutere sia nel mondo politico, sia tra la popolazione, la quale ha prontamente organizzato nelle settimane successive svariate proteste, sia di supporto che di opposizione, in tutto il paese.
Ciò ha attirato le attenzioni della magistratura costituzionale sulla base di presunte interferenze nel processo di voto, in particolare tramite la piattaforma TikTok (cui è stato anche richiesto dall’Unione europea, su pressione del Consiglio nazionale degli audiovisivi della Romania e dell'Autorità di regolamentazione nazionale delle telecomunicazioni, di riferire al Parlamento europeo e di conservare i dati di interazione, in quanto potenziale fatto illecito secondo il Digital Services Act in vigore in UE). Il successivo 6 dicembre il processo elettorale è stato interamente annullato, citando presunte ingerenze da parte di Stati stranieri (riferendosi in particolare alla Russia), ed è stato dato mandato al Governo di definire una nuova data.

## Sistema elettorale

### Disposizioni generali
Per le elezioni presidenziali, la legge elettorale romena (definita dalla Costituzione della Romania, Art. 81 e dalla L. 370/2003) prevede l’applicazione di un sistema maggioritario a doppio turno: in tal senso dunque, per essere immediatamente eletto, un candidato deve ottenere la maggioranza assoluta (50%+1) delle preferenze tra gli iscritti alle liste elettorali.
Tuttavia, qualora ciò non avvenga, è prevista l’indizione di un ulteriore turno di votazioni, ove risulta eletto il candidato che ottenga il maggior numero di voti.
In aggiunta, la legge prevede che per candidarsi sia necessario presentare all' “Ufficio elettorale centrale” le firme di almeno 200.000 aventi diritto al voto entro una certa data (stabilita in questo caso al 6 ottobre 2024).

### Data
La data ufficiale delle elezioni originarie è stata comunicata dal governo il 4 luglio 2024.
Il voto in Romania, originariamente, si è svolto tra le 7:00 e le 21:00, ma gli elettori che si trovavano in coda alla chiusura dei seggi hanno potuto votare entro le 23:59, mentre nelle sezioni estere il voto si è svolto nel corso di tre giorni, dalle 12:00 alle 21:00 di venerdì 22 novembre, dalle 7:00 alle 21:00 di sabato 23 novembre e dalle 7:00 alle 21:00 di domenica 24 novembre. Per il ballottaggio, invece, era previsto dalle 12:00 alle 21:00 di venerdì 6 dicembre, dalle 7:00 alle 21:00 di sabato 7 dicembre e dalle 7:00 alle 21:00 di domenica 8 dicembre.

## Quadro politico
Il presidente uscente era Klaus Iohannis, ex leader del Partito Nazionale Liberale (PNL), che non si è potuto ricandidare poiché giunto al limite costituzionale dei due mandati. Iohannis, infatti, vinse le elezioni del 2014 e del 2019, in entrambi i casi al ballottaggio contro un candidato del Partito Social Democratico.
Dopo la rielezione del 2019, il capo di Stato fu promotore di governi sostenuti da partiti di centro-destra, cioè il monocolore PNL guidato da Ludovic Orban (2019-2020) e l'esecutivo di coalizione PNL-USR-UDMR presieduto da Florin Cîțu (2020-2021). In questa fase, in continuità con il suo primo mandato, Iohannis fu tra i maggiori critici delle politiche proposte dal PSD.
L'apertura di una crisi istituzionale seguita alla sfiducia al governo Cîțu, tuttavia, lo spinse a sostenere una grande coalizione tra PNL e PSD, formalizzata dall'accordo per un governo di rotazione. Il PNL guidò l'esecutivo con Nicolae Ciucă dal novembre 2021 al giugno 2023, quando lasciò il teste al presidente del PSD Marcel Ciolacu. L'intesa tra i due partiti di governo, rafforzatasi anche per contrastare l'emergere del partito nazionalista Alleanza per l'Unione dei Romeni di George Simion, fu rinsaldata alle elezioni europee del 9 giugno 2024, quando PSD e PNL concorsero in coalizione, raccogliendo quasi il 50% delle preferenze. Ulteriori candidature congiunte furono presentate in vari collegi anche alle concomitanti elezioni locali. Nonostante l'esistenza di trattative, PNL e PSD preferirono però presentare due candidati separati alle elezioni presidenziali del 2024.
In seguito al ritiro dal governo del 2021, il partito Unione Salvate la Romania passò attraverso un periodo di ristrutturazione (cambiando tre presidenti in tre anni) e conseguì risultati modesti alle elezioni europee. In occasione della stessa tornata elettorale AUR confermò la propria crescita, eleggendo sei europarlamentari e, contestualmente, un ulteriore partito ultranazionalista, S.O.S. Romania, conseguì l'elezione dei suoi primi due rappresentanti a Strasburgo.
La bocciatura da parte della Corte costituzionale della candidatura alla presidenza della Romania della leader di S.O.S. Romania, Diana Șoșoacă, avvenuta il 5 ottobre 2024, fu fonte di critiche da parte del mondo politico. Il presidente del PNL Ciucă suppose il coinvolgimento del Partito Social Democratico nella decisione e il 7 ottobre dichiarò che il suo partito avrebbe interrotto la collaborazione con il PSD, pur restando al governo.

## Candidati

### Mircea Geoană
A partire dal 2022 la stampa iniziò a veicolare il nome del vicesegretario generale della NATO, Mircea Geoană, come potenziale candidato alle elezioni presidenziali da indipendente o come rappresentante del Partito Social Democratico. I suoi commenti sull'argomento tuttavia furono vaghi, mentre numerosi sondaggi d'opinione pubblicati tra il 2023 e il 2024 lo davano come favorito.
Il 15 giugno 2024 dichiarò che non avrebbe accettato una candidatura proposta dal PSD. Il 28 giugno l'associazione civica "Movimento la Romania Rinasce" rivolse un appello pubblico a Geoană perché partecipasse alla competizione elettorale. Nella stessa giornata fu presentata all'Ufficio di Stato per i brevetti e i marchi (OSIM) la domanda per la registrazione dello slogan "Mircea Geoană 2024 Presidente".
Il partito DREPT, cui nel settembre 2024 si iscrissero diversi parlamentari indipendenti e associato in un primo momento a Geoană, il 9 settembre per voce dell'ex europarlamentare Vlad Gheorghe chiarì ufficialmente che il partito non ne sosteneva la candidatura.
Il 3 settembre Geoană si dimise dal ruolo in seno alla NATO e l'11 settembre annunciò che si sarebbe candidato in veste di indipendente. Nel corso del mese di settembre i rappresentanti del Partito Romania in Azione affermarono pubblicamente che avrebbero raccolto le firme per la sua candidatura. Anche i dirigenti del Partito Verde, Lavinia Cosma e Marius Lăzar parteciparono alla campagna per la raccolta firme, malgrado il partito non avesse espresso una posizione ufficiale di sostegno per Geoană.

### Partito Social Democratico
Negli anni precedenti le elezioni il PSD vagliò l'ipotesi di sostenere tanto un candidato interno, quanto uno esterno. La dirigenza considerò la possibilità di appoggiare Mircea Geoană, eventualità ancora ritenuta plausibile dal presidente del PSD Marcel Ciolacu nel luglio 2024. La soluzione di un candidato comune con gli alleati di governo del Partito Nazionale Liberale, fu rigettata dopo le elezioni europee del giugno 2024.
Dopo varie analisi il 20 agosto 2024 Marcel Ciolacu informò i membri del PSD della sua intenzione di candidarsi. La decisione fu ratificata dal congresso del partito del 24 agosto, che lo rielesse presidente a ne ufficializzò la candidatura a capo di Stato (2.257 favorevoli, 4 contrari e 3 astenuti).

### Partito Nazionale Liberale
La designazione di un candidato presidenziale come successore di Klaus Iohannis, che non poteva ripresentarsi poiché giunto al limite costituzionale di due mandati, fu risolta nel corso del 2024. Dopo varie dichiarazioni in cui il partito affermò che non avrebbe presentato un candidato congiunto con gli alleati di governo del PSD, il 15 settembre 2024 il consiglio nazionale del PNL approvò all'unanimità il nome del presidente Nicolae Ciucă.

### Alleanza per l'Unione dei Romeni
Nel luglio 2023 il presidente dell'AUR George Simion presentò una lista di dieci possibili candidati del partito alle elezioni dell'anno successivo. Dopo le elezioni europee del 2024 Simion dichiarò che avrebbe potuto accettare la richiesta dei colleghi di presentarsi. Il 15 giugno 2024 il consiglio nazionale dell'AUR lo designò all'unanimità quale candidato alla presidenza della Romania.

### Unione Salvate la Romania
Tra il 2021 e il 2024 i presidenti che si susseguirono alla guida dell'USR confermarono la possibilità di presentare la propria candidatura per rappresentare il partito (Dan Barna, Dacian Cioloș e Cătălin Drulă).
Dopo la sconfitta alle elezioni europee del 2024, la nuova leader dell'USR Elena Lasconi fu indicata quale candidata alla presidenza dal congresso del 29 giugno 2024 La Lasconi fu nominata dal 94% dei delegati, superando con 531 voti gli avversari Octavian Berceanu (25 voti) e Dumitru Stanca (7).

### Alleanza PMP-FD
Dopo il disfacimento dell'Alleanza Destra Unita, scaturito dalla scelta dell'USR di non ricostituire una coalizione per le elezioni parlamentari, Partito del Movimento Popolare e Forza della Destra scelsero un candidato congiunto alle presidenziali. Il 16 settembre 2024 i presidenti delle due formazioni, Eugen Tomac e Ludovic Orban, dichiararono che quest'ultimo avrebbe rappresentato i due partiti allo scrutinio del 24 novembre.
Alcune settimane dopo si unirono alla coalizione altri due partiti minori, che il 5 ottobre celebrarono il congresso per la costituzione dell'Alleanza delle Forze di Destra. Oltre a PMP e FD, vi aderirono Alternativa Giusta e Partito Nazionale Contadino Maniu-Mihalache.
Il 19 novembre Ludovic Orban si ritira dalla competizione elettorale e annuncia il sostegno alla candidata liberale Elena Lasconi.

### Altri candidati
Altre personalità che annunciarono la propria intenzione a candidarsi furono:
- il 23 marzo 2024, Silviu Predoiu, ex direttore del Serviciul de Informații Externe.[78]
- il 20 aprile 2024 Sebastian Popescu, presidente del Partito Nuova Romania (Partidul Noua Românie), vincitore delle primarie organizzate dal suo partito.[79]
- il 18 giugno 2024 Ana Birchall, ex ministro della giustizia.[80]
- l'8 agosto 2024 Cristian Diaconescu, ex ministro degli esteri ed ex presidente del Partito del Movimento Popolare.[81]
- il 31 agosto 2024 Cristian Terheș, europarlamentare e presidente del Partito Nazionale Conservatore Romeno.[82][83]
- il 3 settembre 2024 Călin Georgescu, diplomatico ed ex candidato alla funzione di primo ministro da parte dell'AUR.[84]
- il 6 settembre 2024 il Consiglio dei rappresentanti dell'UDMR delibera la candidatura del Presidente del partito, Hunor Kelemen.[85]
- il 17 settembre 2024 Alexandra Păcuraru, giornalista di Realitatea TV.[86]

### Candidature rigettate

#### S.O.S. Romania

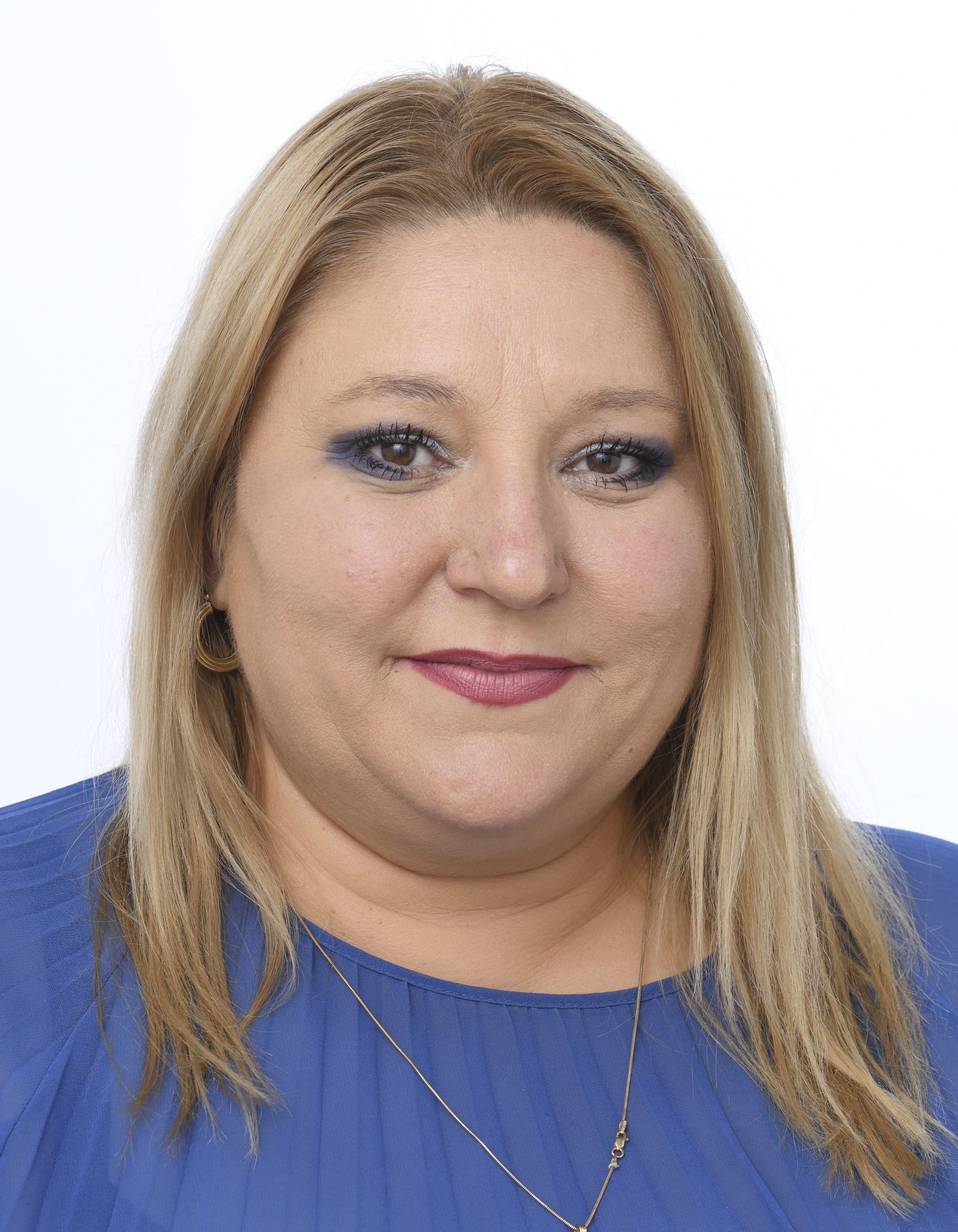
Diana Șoșoacă

La leader del partito S.O.S. Romania, Diana Șoșoacă, il 21 giugno 2024 affermò di volersi presentare alle elezioni presidenziali. Il 25 giugno, nel corso del suo ultimo intervento presso il Senato rumeno prima di divenire europarlamentare, annunciò ufficialmente la propria candidatura.
Il 3 ottobre l'Ufficio elettorale centrale ne ammise la domanda di candidatura che, però, fu contestata da diversi ricorrenti alla Corte costituzionale, che il successivo 5 ottobre ne dispose l'annullamento. In seguito alla sentenza provò a presentare una seconda candidatura che, tuttavia, il 6 ottobre fu respinta dall'Ufficio elettorale, mentre il suo ricorso alla Corte costituzionale contro quest'ultima decisione non fu accolto. Il 7 ottobre i giudici pubblicarono le motivazioni della sentenza. Secondo la Corte l'ammissione della sua candidatura avrebbe violato alcuni requisiti per l'eleggibilità riguardanti il rispetto dei valori della democrazia, dello stato di diritto e del rispetto della costituzione.
Le motivazioni specificavano che «Anche se il giuramento viene prestato dal candidato che vince le elezioni, gli elementi compresi nel giuramento sono condizioni di eleggibilità per candidarsi alla funzione di Presidente della Romania» e che «le dichiarazioni pubbliche, le prese di posizione e l'espressione di alcune idee in contraddizione con i valori costituzionali e le esigenze di una società democratica [...] sono basi sufficienti per indicare il fatto che la signora Diana Iovanovici-Șoșoacă [...] mette in dubbio e disprezza l'obbligo al rispetto della Costituzione tramite il suo discorso pubblico in materia di revoca di alcune garanzie essenziali dei valori e delle opzioni fondamentali dello Stato, vale a dire la qualità di Stato membro dell'UE e della NATO».
La sentenza ebbe ripercussioni sulla coesione della maggioranza di governo.

#### Altre
Miron Cozma, ex leader della Lega sindacale dei minatori della valle del Jiu, presentò all'Ufficio elettorale centrale le firme che aveva raccolto per presentarsi alle elezioni presidenziali del 2019. Per tale motivo, il 3 ottobre 2024 la sua richiesta di candidatura venne respinta.

### Tabella riassuntiva
| Candidato | Candidato           | Sostegno politico                                     | Slogan                                                                         | Presentazione candidatura al BEC              |
| --------- | ------------------- | ----------------------------------------------------- | ------------------------------------------------------------------------------ | --------------------------------------------- |
|           | Ana Birchall        | Indipendente                                          | Ne facem bine (Facciamoci del bene)                                            | 4 ottobre 2024                                |
|           | Marcel Ciolacu      | Partito Social Democratico                            | Calea sigură pentru România (La via sicura per la Romania)                     | 5 ottobre 2024                                |
|           | Nicolae Ciucă       | Partito Nazionale Liberale                            | Cu onoare și credință în slujba țării (Con onore e fede al servizio del paese) | 2 ottobre 2024                                |
|           | Cristian Diaconescu | Indipendente                                          | Pentru România respectată (Per la Romania rispettata)                          | 4 ottobre 2024                                |
|           | Mircea Geoană       | Indipendente                                          | Independent, viziune, respect (Indipendente, visione, rispetto)                | 3 ottobre 2024                                |
|           | Călin Georgescu     | Indipendente                                          | România se trezește (La Romania si sveglia)                                    | 1º ottobre 2024                               |
|           | Hunor Kelemen       | Unione Democratica Magiara di Romania                 |                                                                                | 2 ottobre 2024                                |
|           | Elena Lasconi       | Unione Salvate la Romania                             | Pentru toți, nu doar pentru unii (Per tutti, non solo per alcuni)              | 1º ottobre 2024                               |
|           | Ludovic Orban       | - Forza della Destra - Partito del Movimento Popolare | Cinstit cu românii (Onesto con i romeni)                                       | 5 ottobre 2024 Ritiratosi il 19 novembre 2024 |
|           | Alexandra Păcuraru  | Alternativa per la Dignità Nazionale                  | România se înalță cu demnitate (La Romania si rialza con dignità)              | 5 ottobre 2024                                |
|           | Sebastian Popescu   | Partito Nuova Romania                                 |                                                                                | 5 ottobre 2024                                |
|           | Silviu Predoiu      | Partito Lega dell'Azione Nazionale                    |                                                                                | 5 ottobre 2024                                |
|           | George Simion       | Alleanza per l'Unione dei Romeni                      | Meritocrația conduce România (La meritocrazia guida la Romania)                | 30 settembre 2024                             |
|           | Cristian Terheș     | Partito Nazionale Conservatore Romeno                 | Credincios Națiunii Române (Fedele alla nazione romena)                        | 4 ottobre 2024                                |

## Campagna elettorale
La campagna elettorale per il primo turno si è aperta il 25 ottobre e si è conclusa il 23 novembre. Quella per il ballottaggio avrebbe dovuto avere luogo tra il 29 novembre e il 7 dicembre.

### Svolgimento e programmi

#### Mircea Geoană

Simbolo scelto da Mircea Geoană per la campagna elettorale.

Geoană, che si candidava alle elezioni presidenziali per la seconda volta dopo la sconfitta al ballottaggio del 2009 contro Traian Băsescu, affermò di aver preso la decisione di concorrere per operare un cambio nella politica romena. Aggiunse di non sentirsi rappresentato da alcun partito e che per tale motivo si candidava da indipendente. Dichiarò che da presidente non avrebbe nominato alcun primo ministro o governo in assenza di consultazioni.
Presentò il proprio programma intitolato «Il mio impegno» («Angajamentul meu») il 6 ottobre 2024. Nel preambolo asseriva di voler rappresentare gli uomini e non i partiti, al fine di proteggere i cittadini dalle inefficienze dello Stato. Il programma di basava su quattro pilastri fondamentali, poi sviluppati negli altrettanti capitoli del documento: "Il paese prima dei partiti. Un cambiamento profondo della politica e dell'azione di governo della Romania", "Un’economia a beneficio di tutti i rumeni", "Istruzione e sanità moderne per tutti", "Una nazione forte, rispettata e influente in Europa e nel mondo". I quattro capitoli erano intitolati "Un vero cambiamento" (sulla politica e la pubblica amministrazione), "Rinascita industriale" (sull'economia), "Una giusta opportunità per tutti" (sull'istruzione, la salute e le politiche sociali) e "Una Romania rispettata e influente" (sulla politica estera).
Riguardo l'amministrazione auspicava di trasformare la politica e di promuovere la trasparenza e la collaborazione con le autorità locali. Sul piano economico le principali urgenze erano la rinascita industriale e la digitalizzazione. Istruzione e sanità sarebbero state considerate priorità nazionali.
Il piano prevedeva l'istituzione di vari organismi tra i quali un Ufficio per l'efficacia delle politiche pubbliche coordinata dal Presidente; dei team speciali incaricati di monitorare il compimento degli impegni di governo; una Commissione nazionale per la prevenzione della corruzione; un'Accademia per il pubblico servizio per la formazione del personale; un Ufficio per la sicurezza economica in seno all'amministrazione presidenziale; un ombudsman fiscale; un Consiglio economico, sociale e di sostenibilità; un Osservatorio sociale per la riduzione della povertà, per le pari opportunità e l'accesso ai servizi essenziali. Tra le altre proposte sul piano sociale sosteneva l'applicazione di programmi d'istruzione a partire dai 2 anni d'età, la digitalizzazione del sistema sanitario e misure per favorire la presenza di medici e docenti nelle aree rurali. In politica estera e difesa si proponeva di presentare una nuova strategia di sicurezza, l'ampliamento del CSAT includendo altre istituzioni per la ridefinizione del principio di sicurezza nazionale, l'istituzione di un Consiglio per gli affari europei, l'adesione della Romania a Schengen e OCSE.
Il programma non riportava misure da adottare sul piano fiscale, limitandosi a sostenere che l'imposizione fiscale in Romania fosse alta. Esprimendosi sulla politica estera, nel corso della campagna elettorale dichiarò che il mondo aveva bisogno che gli Stati Uniti fossero attivi sul piano globale e che il presidente russo Vladimir Putin era il nemico principale.
Il 24 ottobre rivelò che tra i suoi collaboratori figuravano il deputato PSD Ana Maria Cătăuță e l'ex consigliere di Mihai Tudose, Felix Rache. Tra gli altri collaboratori vi era anche l'ex sindaco del Settore 6 di Bucarest, Rareș Mănescu.

#### Marcel Ciolacu

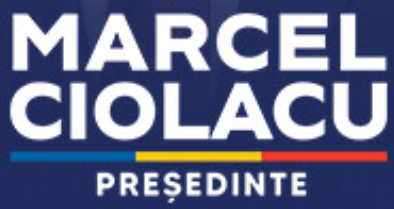
Simbolo scelto da Marcel Ciolacu per la campagna elettorale.

Il primo ministro e presidente del PSD iniziò la raccolta firme l'11 settembre 2024 in una postazione allestita presso il mercato di Obor a Bucarest.
Il 20 ottobre 2024 presentò il programma intitolato «La via sicura per la Romania» («Calea sigură pentru România») nel corso di un evento che ebbe luogo presso il Palazzo del Parlamento.
Il programma era basato su cinque priorità: crescita dei redditi e del potere d'acquisto, reindustrializzazione del paese, completamento delle autostrade, pari opportunità in istruzione e sanità, rispetto per i romeni all'estero. Tra gli altri punti del programma figuravano la lotta al consumo delle droghe e misure contro il calo demografico. Il piano prevedeva investimenti per 155 miliardi di euro in infrastrutture, istruzione, salute, tecnologia, agricoltura e industria. L'obiettivo era quello di trasformare la Romania nella decima economia dell'Unione europea nei successivi cinque anni.
Sul piano fiscale sarebbe stato introdotto un sistema incentrato sul nucleo familiare e sull'età dei contribuenti. Le imposte sui redditi sarebbero state ridotte fino al 5% in funzione del numero di figli e azzerate per i giovani fino ai 26 anni e le famiglie numerose che percepivano un salario minimo. Gli studenti-lavoratori sarebbero stati esentati dal pagamento dei contributi alla sanità. I romeni rientrati dall'estero che avessero costituito delle società commerciali avrebbero beneficiato di sgravi fiscali per le imposte sul reddito. Secondo il leader del PSD entro il 2029 il salario medio lordo sarebbe cresciuto fino a 2.600 euro, mentre quello minimo a 1.300 euro, grazie all'introduzione del meccanismo del salario minimo europeo. Ulteriori aumenti erano previsti anche per le pensioni. Il governo inoltre avrebbe riconosciuto dei voucher per la formazione professionale in settori oggetto di investimento, oltre che per stimolare l'imprenditoria femminile. Per incoraggiare il prolungamento della vita attiva sarebbero state garantite agevolazioni fiscali alle società che assumevano persone maggiori di 55 anni.
Tra le politiche per il sostegno alle famiglie e alla natalità, il documento prevedeva l'avvio di un programma di aiuti annuali per i minori per l'acquisto di forniture scolastiche e la creazione di una carta per le famiglie numerose, che garantiva determinati benefici per il trasporto pubblico o l'istruzione infantile. Tra gli incentivi per il rimpatrio dei romeni all'estero il programma proponeva sovvenzioni e detrazioni, oltre che agevolazioni per i giovani e la loro introduzione nel mercato del lavoro. Un'ulteriore iniziativa a favore dei giovani sarebbe stata quella del rinnovamento dei campus universitari. Nella sanità sarebbero stati versati 5 miliardi di euro per la costruzione e l'ammodernamento degli ospedali.
Sul punto dell'industria, Ciolacu si faceva promotore di investimenti annuali per 10 miliardi di euro e di una strategia finanziata dallo Stato per lo sviluppo di nove settori chiave per il valore del 6-8% del PIL. L'obiettivo dichiarato era la trasformazione dell'economia della Romania da una basata sul consumo a una votata agli investimenti, alla produzione interna e all'esportazione. Il progetto sosteneva esplicitamente il patriottismo economico, la produzione interna e gli investimenti, al fine di generare dei posti di lavoro stabili e ben pagati. Sarebbero stati realizzati investimenti infrastrutturali massicci nelle zone povere del paese e introdotte politiche per ridurre le differenze regionali. Il programma prospettava la cooperazione tra le grandi aziende rumene nel settore dei semiconduttori e dell'energia. Il progetto avrebbe esteso il programma IMM Invest per garantire il finanziamento delle società attive nei comparti industriali strategici e per quelle leader nell'esportazione. Sul piano agricolo il programma prevedeva investimenti per 3 miliardi nei sistemi di irrigazione e l'energia verde. Si prefiggeva inoltre di utilizzare 27 miliardi dal PNRR e da fondi statali per l'infrastruttura viaria.
In politica estera Ciolacu militava per la cooperazione con Unione europea e NATO e per il rafforzamento del partenariato strategico con gli Stati Uniti, al fine di attrarre investimenti, modernizzare l'esercito e sviluppare l'industria locale. Si dichiarò certo dell'adesione della Romania all'area Schengen entro la fine del 2024 e l'ingresso nell'OCSE nel 2026.
Nel corso della campagna elettorale dichiarò che, se eletto, sarebbe stato il presidente di tutti i romeni a prescindere dal loro orientamento. A suo modo di vedere qualunque coalizione di governo risultante dalle elezioni avrebbe incluso necessariamente il PSD e che da presidente avrebbe condiviso il potere con il nuovo esecutivo. Affermò che non avrebbe nominato un primo ministro in area PSD e che non avrebbe consentito la formazione di un'alleanza tra il suo partito e l'AUR. Si oppose fermamente alla possibile designazione in un premier dell'AUR, che considerava un partito populista con tendenze estremiste.

#### Nicolae Ciucă

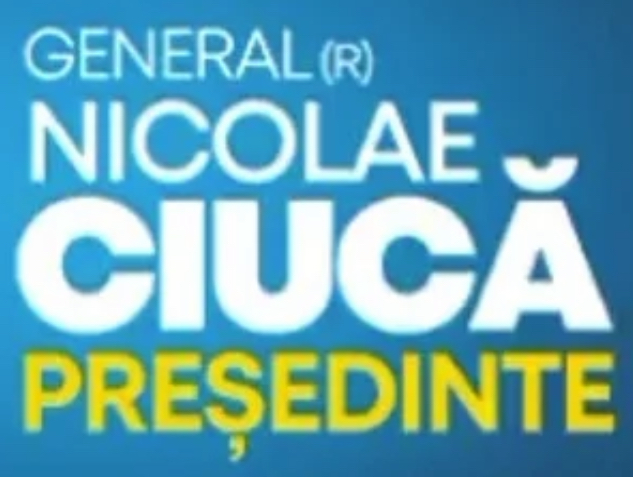
Simbolo scelto da Nicolae Ciucă per la campagna elettorale.

Il presidente del PNL presentò il programma «Romania prospera e sicura» («România prosperă și sigură») il 23 ottobre 2024.
Le quattro priorità principali enumerate dal documento riguardavano il mantenimento della flat tax per i successivi dieci anni; il mantenimento della soglia di 500.000 per la definizione di microimpresa che poteva beneficiare dell'aliquota dell'1%; la crescita graduale dal 4,75% al 6% dei contributi sociali obbligatori per le pensioni nei successivi quattro anni; il rafforzamento della disciplina finanziaria tramite la riforma istituzionale e la ristrutturazione della spesa pubblica.
Sul piano economico il programma prevedeva il sostegno al ceto medio e all'imprenditoria con l'adozione di un modello economico liberale, al fine di contribuire alla crescita economica, allo sviluppo sociale e al consolidamento delle libertà democratiche. Per rafforzare la competitività dell'economia, Ciucă proponeva di mantenere la flat tax sui redditi e di ridurre i casi di esenzione. Secondo i calcoli del partito nel 2028 il salario medio sarebbe potuto arrivare a 7.000 lei, a fronte dei 5.066 del 2024. Entro il 2028 sarebbero stati creati 400.000 posti di lavoro. Erano previste misure di sostegno all'IT, alle energie rinnovabili e all'industria, oltre che l'istituzione di un piano per la valorizzazione economica e culturale della campagna romena. Un obiettivo dichiarato era quello del raggiungimento del 90% della media europea del PIL pro capite rapportato al potere d'acquisto. Suggeriva inoltre una strategia unitaria per la lotta ai cambiamenti climatici e al loro impatto sulla società.
Da presidente avrebbe promosso una commissione sul calo demografico. Tra le altre priorità sul piano sociale si annoveravano la protezione dei minori dagli abusi, la violenza e la droga, l'estensione del programma "Pasto sano" a tutto il sistema educativo e la lotta al problema dell'abbandono scolastico. Si proponeva di rivedere il sistema di finanziamento dell'istruzione, con uno schema che premiava la performance e non il numero di iscritti. Sul piano della sanità il programma affermava la necessità di ridurre le differenze regionali per garantire parità di accesso ai servizi pubblici per tutti. Sulla giustizia Ciucă si sarebbe battuto per evitare ogni interferenza politica e avrebbe sostenuto la lotta alla corruzione, oltre a desiderare un sistema giudiziario più rapido ed efficiente.
In politica estera secondo il candidato del PNL era necessario valorizzare la posizione geostrategica della Romania nell'UE e nella NATO, con un accento sull'indipendenza energetica e le risorse naturali. La Romania sarebbe dovuta essere un pilastro di stabilità nell'Europa centro-orientale e avrebbe dovuto incrementare gli investimenti nella difesa e nell'esercito. Il programma menzionava i pericoli all'indirizzo della libertà da parte dei sistemi totalitari e dittatoriali. Tra le altre proposte figuravano l'adesione a Schengen e all'OCSE e la crescita dell'influenza del paese in seno all'UE.
Il 24 ottobre Ciprian Ciucu fu nominato direttore esecutivo della campagna elettorale, mentre Dan Motreanu capo campagna.
Nel corso della campagna elettorale Ciucă confermò che il suo partito non avrebbe aumentato l'IVA.
Riguardo alle relazioni politiche ribadì che non avrebbe più promosso un governo di coalizione con il PSD, mentre da presidente avrebbe sostenuto un'alleanza di destra.

#### George Simion

Simbolo scelto da George Simion per la campagna elettorale.

Il presidente dell'AUR lanciò la candidatura il 18 giugno 2024 con un evento presso le Arene Romane a Bucarest, cui presero parte 6.000 suoi sostenitori, e presentò il programma «Il piano Simion» («Planul Simion») presso la camera di commercio della capitale romena il successivo 27 giugno.
Tra le circa 200 misure previste dal documento, spiccava quella della vendita a prezzo di costo di abitazioni costruite appositamente dallo Stato. Simion prometteva di costruire un milione di unità abitative nei dintorni delle città principali, dotate di tutte le infrastrutture necessarie, scuole, ospedali, spazi commerciali e uffici. Il prezzo per i cittadini sarebbe stato di 35.000 euro per un appartamento di due camere, 50.000 di tre camere e 75.000 per quattro camere. Il finanziamento sarebbe stato a tasso zero per un periodo tra i dieci e i venticinque anni. Le abitazioni sarebbero state assegnate in base alle domande dei richiedenti iscritti al programma. A tal proposito l'AUR aprì le iscrizioni il 23 luglio presso la sede del partito in Strada Lipscani a Bucarest, evento che attirò centinaia di persone. Nei giorni successivi furono raccolte le sottoscrizioni degli abitanti di Cluj-Napoca e Iași. Simion dichiarò di essersi ispirato al New Deal di Franklin Delano Roosevelt. Il secondo punto riguardava la possibilità di rifinanziare a tasso zero i crediti ipotecari tra i 35.000 e i 70.000 euro, in modo da ridurre il costo dei mutui e offrire stabilità finanziaria alle famiglie.
Simion prometteva un taglio drastico delle imposte, dei contributi previdenziali, sociali e sanitari, con una tassazione cumulativa massima del 25% (a fronte del 47% del 2024) dei salari fino a 5.000 lei. Oltre alla crescita graduale del salario minimo, sul piano pensionistico affermava la necessità di introdurre un sistema contributivo, mentre nessuno sarebbe potuto andare in pensione prima dell'età standard per la popolazione. Per i percettori di pensioni speciali che avevano anche altri redditi, il piano prevedeva la tassazione del 90% della parte eccedente il salario del presidente della Romania. Per le aziende con un fatturato inferiore a 5 milioni di euro l'imposta sul fatturato sarebbe stata del 2%, oltre i 5 milioni sarebbe stata applicata una tassa sugli utili del 16%. Qualunque tassa applicata dallo Stato sarebbe stata comunicata ai contribuenti almeno due anni prima della sua introduzione. Il programma annunciava l'abolizione degli aiuti sociali per le persone in età attiva in grado di lavorare.
Secondo Simion era necessario rafforzare la democrazia contro una casta di potere che, senza dibattiti politici, prendeva decisioni importanti per il futuro del paese. Sul piano della pubblica amministrazione era previsto il taglio dei parlamentari a 300, un governo con un massimo di dodici ministeri e cinquanta segretari di Stato.
Nelle relazioni estere era necessario rafforzare il ruolo della Romania nella NATO, tuttavia avrebbe dovuto prevalere un atteggiamento nazionalista, con la difesa degli interessi del paese in sede internazionale. L'identità nazionale, le tradizioni e la lingua romena sarebbero state le linee guida di ogni iniziativa culturale, mentre la libertà di religione sarebbe stata garantita dallo Stato.
Tra le altre proposte dell'AUR figuravano grandi progetti infrastrutturali, autostrade e linee ferroviarie ad alta velocità, al fine di ridurre le differenze regionali. I costruttori sarebbero dovuti essere romeni oppure consorzi di società romene con altre straniere. Un punto speciale era dedicato ad una maggiore efficienza dell'uso dei fondi europei, da direzionare all'infrastruttura ferroviaria piuttosto che ai programmi di protezione ambientale.
Simion affermava che tutte le misure contenute nel programma erano accompagnate da un contratto con i romeni. Prometteva quindi di dimettersi da presidente della Romania nel caso in cui non avesse messo in pratica le promesse elettorali.
Nel corso della campagna lamentò di essere dipinto dai partiti facenti parte del sistema di potere come un mostro, reclamando l'utilizzo degli stessi stratagemmi che nel 2000 avevano consentito l'elezione di Ion Iliescu contro il leader nazionalista Corneliu Vadim Tudor.

#### Elena Lasconi

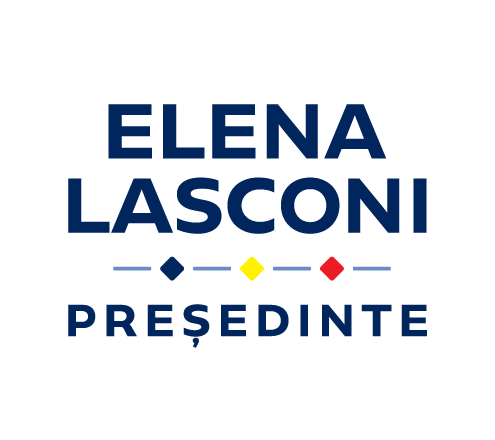
Simbolo scelto da Elena Lasconi per la campagna elettorale.

Il presidente dell'USR avviò la campagna per la raccolta firme l'8 settembre presso Piața Operei a Timișoara.
Il suo programma «Una Romania per tutti, non solo per alcuni» («O Românie pentru toți, nu doar pentru unii!») era composto da dieci punti più una nota di chiusura sulla lotta al traffico di droga e alla dipendenza dal gioco d'azzardo. Su questo punto dichiarava che avrebbe trattato il tema del narcotraffico nel corso della prima seduta del CSAT cui avrebbe preso parte da presidente. Contro questo fenomeno suggerì inoltre una collaborazione tra Direzione nazionale anticorruzione e DIICOT.
Dichiarò che l'argomento principale della sua campagna era la lotta alla corruzione, da correlare alla riduzione della politicizzazione delle istituzioni (principalmente nell'istruzione e nella sanità) e all'incremento del numero dei magistrati in seno al Consiglio superiore della magistratura. Il programma prevedeva il taglio delle spese statali con l'abolizione di centinaia di agenzie governative, delle pensioni speciali e dei consigli distrettuali (le cui attribuzioni sarebbero state trasferite alle regioni di sviluppo). Sempre sul piano amministrativo avrebbe incoraggiato il ritorno all'elezione dei sindaci su due turni.
Sul piano economico la priorità era quella di ridurre le tasse sul lavoro, in modo da garantire 500 lei netti in più al mese per tutti i dipendenti e 1.000 lei per quelli sotto i 29 anni. Per il sostegno alle famiglie erano previste deduzioni fiscali progressive in base al numero dei figli a partire da 1.500 lei per il primo figlio e 500 per il secondo. Elena Lasconi prometteva il ritorno al precedente sistema di tassazione per le microimprese e le attività indipendenti: un'imposta dell'1% per le società con fatturato fino a 500.000 euro, oltre alla riduzione dei contributi sociali e alla sanità per gli indipendenti.
Nell'istruzione si proponeva l'abolizione degli ispettorati scolastici e un maggior decentramento del potere decisionale, mentre nella sanità avrebbe introdotto una speciale categoria di contributi per consentire ai cittadini di rivolgersi anche agli assicuratori privati e non solo al sistema di Stato. Erano inoltre previsti schemi di aiuto agli agricoltori e per l'energia. Elena Lasconi sosteneva di voler abbassare l'età di voto a 16 anni.
In politica estera avrebbe militato per il rafforzamento della collaborazione con Unione europea e NATO, per l'ingresso nell'area Schengen e avrebbe sostenuto le iniziative per avvicinare Ucraina e Moldavia all'UE.
Sul piano retorico si presentò agli elettori come una conservatrice moderata, tradizionalista, fedele e con un legame speciale con la campagna romena.
Fino al 26 settembre il coordinatore della sua campagna elettorale fu il sindaco di Bacău Lucian Viziteu, che il 30 settembre fu sostituito dal deputato Cristian Seidler. Tra i suoi consulenti esterni figuravano Bob Wickers, che in passato aveva lavorato per Ion Iliescu, Boris El'cin e altri politici repubblicani negli Stati Uniti, e lo specialista conservatore George Rîpă.
Riguardo alle future alleanze affermò di desiderare una collaborazione con il PNL e l'UDMR, mentre non avrebbe stretto accordi con AUR e SOS, che riteneva vicini alla Russia. Come premier avrebbe proposto il nome di Ilie Bolojan (PNL).
Il 21 novembre il partito REPER annunciò il sostegno alla candidatura della Lasconi.

#### Ludovic Orban

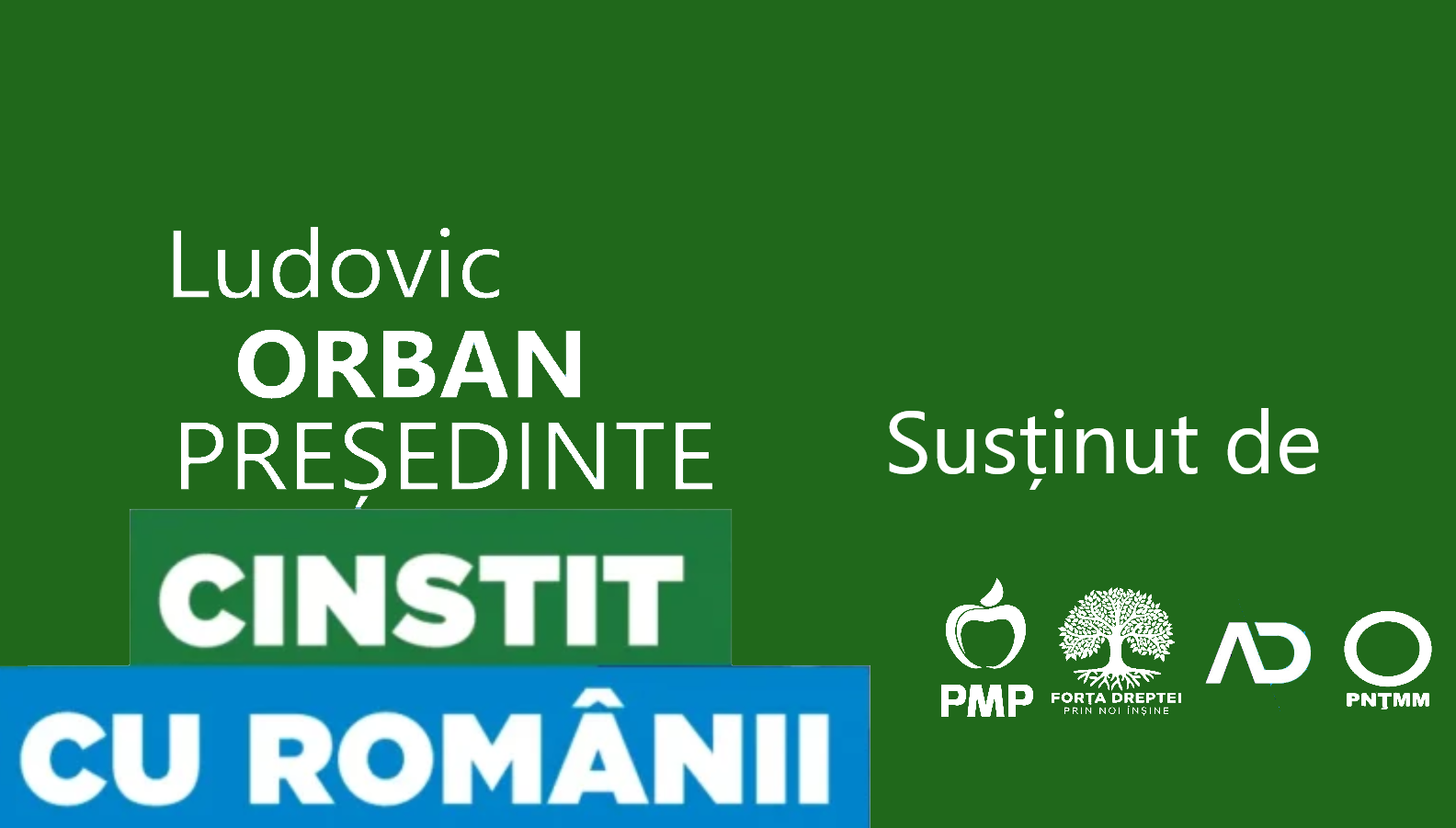
Simbolo scelto da Ludovic Orban per la campagna elettorale.

Il presidente di Forza della Destra lanciò la propria candidatura in occasione di un evento che ebbe luogo a Timișoara il 26 ottobre 2024, in contemporanea con la presentazione dei candidati alle parlamentari della coalizione Alleanza delle Forze di Destra. In tale fase affermò che uno dei suoi propositi era quello di cancellare tutte le "aberrazioni fiscali" introdotte dalla coalizione di governo, che erano presentate come dannose per le aziende.
Tra i suoi piani principali enumerò la riforma dell'amministrazione e la sua depoliticizzazione; la trasparenza nei concorsi pubblici; la riduzione della burocrazia; il taglio del numero di ministeri, agenzie governative e distretti; la riforma dei servizi segreti; investimenti per l'agricoltura e i sistemi di irrigazione. Affermò che avrebbe affrontato la tematica dei romeni all'estero in ogni incontro con le autorità degli stati stranieri e che avrebbe lottato contro il declino demografico. Propugnava poi un ruolo attivo in politica estera, in cui le priorità erano rappresentate dall'ingresso nell'area Schengen e dall'opposizione all'influenza esercitata dalla Russia in Europa.
Sul suo stile dichiarò che sarebbe stato un presidente sorprendente, pronto a fare cose non necessariamente scritte nella costituzione.
Nel corso del dibattito tra i principali candidati del 18 novembre 2024, Orban annunciò che rinunciava alla candidatura e che avrebbe sostenuto Elena Lasconi.

#### Hunor Kelemen
Il presidente dell'UDMR affermò di candidarsi per mostrare i problemi reali della Romania, a prescindere dall'etnia, perciò sottolineava che il programma non si rivolgeva esclusivamente all'elettorato magiaro.
Kelemen Hunor, che si trovava alla quarta candidatura alla presidenza, e l'UDMR il 4 novembre 2024 presentarono un programma basato su 25 punti, chiamato «Il programma della ragione» («Programul rațiunii»).
Tra i punti principali figuravano delle misure sul piano fiscale: la riduzione progressiva dei contributi sanitari sulla base del numero dei figli; l'eliminazione della tassazione sul lavoro part-time per i genitori che tornano a lavoro dopo la nascita dei figli; l'introduzione di un tetto ai contributi sulla sanità; l'eliminazione della sovratassazione per il lavoro part-time; penalità applicate alla pubblica amministrazione per i ritardi nel pagamento dei debiti; il mantenimento della soglia di tassazione per le microimprese; l'abolizione delle agenzie fiscali regionali.
Tra gli altri punti il partito indicava la costruzione di asili, migliorie per il sistema sanitario e le infrastrutture nelle piccole località, soluzioni per il decentramento amministrativo e l'applicazione delle leggi che permettevano l'utilizzo della lingua ungherese a livello pubblico.

#### Cristian Diaconescu

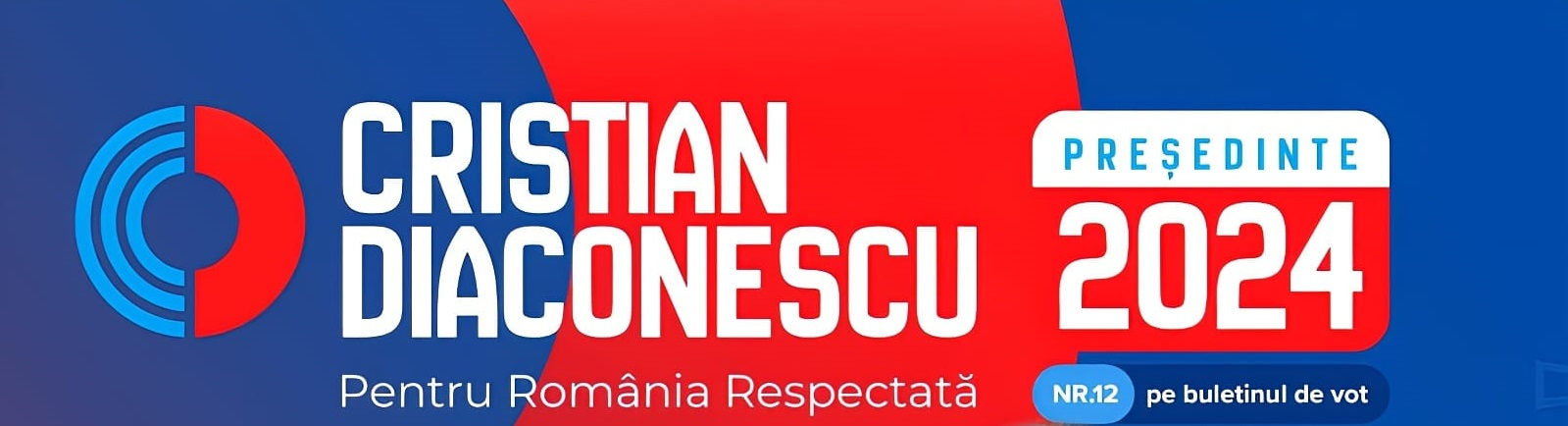
Simbolo scelto da Cristian Diaconescu per la campagna elettorale.

In fase di presentazione della propria candidatura Cristian Diaconescu, sostenuto dall'associazione Piattaforma Indipendente, affermò di voler trasformare l'argomento della politica estera in un tema di sicurezza nazionale.
Rese pubblico il programma «Romania rispettata» («România respectată») il 14 ottobre a Iași. Sul documento prometteva azioni per convertire la Romania in uno stato leader dell'Europa orientale, ancorato a Unione europea e NATO e partner degli Stati Uniti e in un hub energetico a livello regionale. Avrebbe militato per allocare il 2,5% del PIL alla difesa e per rafforzare lo stato di diritto. Sul piano economico dichiarava di voler ridurre al minimo il ruolo dello Stato, mentre nella sanità, definito uno dei settori prioritari del suo programma, avrebbe sostenuto una riduzione graduale del peso dell'intervento pubblico a favore del privato, al fine di migliorare la qualità dei servizi.
Il 28 ottobre il Partito Ecologista Romeno comunicò che alle presidenziali avrebbe sostenuto Diaconescu.
Nel corso della campagna elettorale mise in guardia contro il rischio dell'elezione di un presidente poco professionale.

#### Călin Georgescu

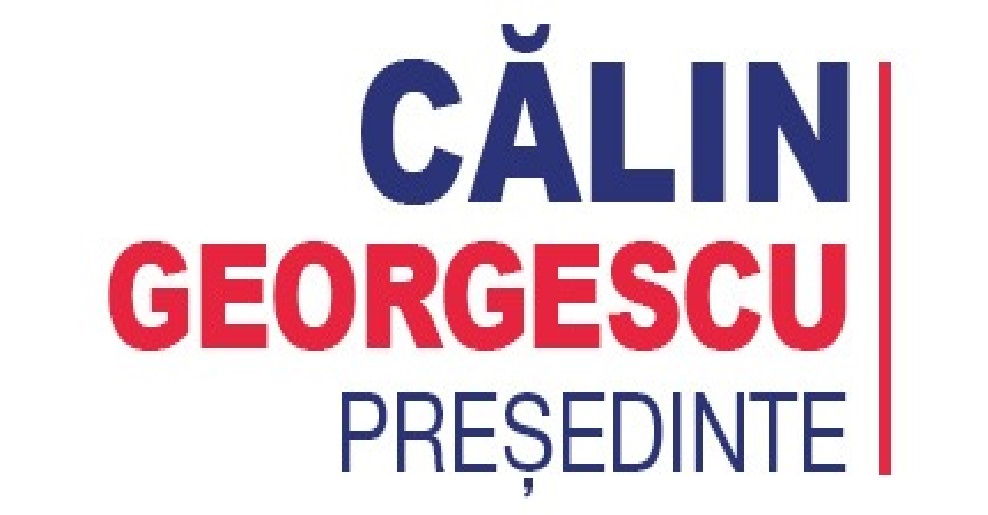
Simbolo scelto da Călin Georgescu per la campagna elettorale.

Presentò un programma chiamato «Cibo. Acqua. Energia» («Hrană. Apă. Energie») basato sui principi del sovranismo e del distributismo, con un ampio ricorso alla democrazia partecipativa.
Il suo manifesto sosteneva la piccola proprietà; il cooperativismo; lo sviluppo sostenibile; la semplificazione della giurisprudenza; la nazionalizzazione delle risorse naturali; l'indipendenza energetica e alimentare; la difesa della famiglia tradizionale; l'applicazione di una visione cristiana sull'economia. Sul piano diplomatico affermò che avrebbe negoziato con chiunque, anche con il presidente russo Vladimir Putin. In più occasioni sottolineò la necessità di bloccare gli aiuti all'Ucraina nel conflitto con la Russia e di favorire la pace.
Crebbe nei sondaggi nelle ultime settimane precedenti il voto grazie ad una mirata strategia di promozione su TikTok., dove aveva 3,4 milioni di abbonati. A ridosso del voto ottenne 30.000 nuovi follower, mentre il numero di visualizzazioni del videoclip in cui annunciava la candidatura crebbe da 500.000 a 800.000. Tra i video in cui figurava praticava sport quali il judo, il nuoto, l'equitazione, o la maratona. In altri portava dei costumi tradizionali o si recava in chiesa. Questo progresso fu supportato da una campagna concertata, in cui centinaia di account utilizzavano hashtag relativi alla sua candidatura per generare visibilità. La strategia prevedeva commenti e post su vari video, anche quelli non correlati a lui, con il risultato di una promozione virale dei suoi messaggi.
Questo approccio fu anche oggetto di critiche da parte di chi lo accusava di utilizzare dei bot per amplificare la propria presenza online. A pochi giorni dalle elezioni, mentre le pubblicazioni a sostegno della sua candidatura inondavano i social network, la commissione elettorale dispose la cancellazione di gran parte dei conti a causa dell'assenza del codice identificativo previsto dai regolamenti per la campagna elettorale.

#### Altri candidati
- Ana Birchall sosteneva misure per la lotta alla corruzione, una giustizia più equa (con l'istituzione di procure per specifici eventi storici quali la rivoluzione, le mineriade o l'incendio del Colectiv) e un'istruzione inclusiva e ben finanziata.[185]
- Alexandra Păcuraru, sostenuta dal partito Alternativa per la Dignità Nazionale, nel proprio programma inserì previsioni come l'aumento dei salari e delle pensioni al livello degli stati europei più avanzati; investimenti per lo sviluppo, la tecnologia, la digitalizzazione, l'istruzione, la sanità e l'agricoltura; una riforma della giustizia con maggiori responsabilità per i magistrati; iniziative per il turismo; il rispetto degli impegni come stato membro UE e NATO.[186]
- Sebastian Popescu si candidava per la seconda volta, dopo il 2019. Nel proprio programma proponeva la riunificazione di Romania e Moldavia; la restituzione del tesoro inviato in Russia durante la prima guerra mondiale e mai restituito; l'adesione allo spazio Schengen; di visitare tutte le località del paese; la riforma della giustizia; la creazione di nuove competizioni sportive patrocinate dalla presidenza; maggiori finanziamenti per sanità, istruzione, sviluppo sostenibile e protezione ambientale.[187][188]
- Silviu Predoiu, fondatore del partito PLAN, presentò un programma chiamato «La Romania in primo piano» («România in prim-plan») in cui auspicava una riforma dell'istruzione e della sanità (con l'introduzione di diversi pacchetti assicurativi, di cui alcuni facoltativi); la facilitazione del ricorso allo strumento del referendum; l'abbassamento dell'età di voto a 16 anni; una revisione costituzionale (con la riduzione del numero dei parlamentari e la definizione delle competenze di ogni istituzione); una politica estera nel quadro della NATO e dell'UE, in sostegno all'integrazione europea della Moldavia, ma aperta alle relazioni con gli stati BRICS e i poteri dell'Africa e dell'Asia.[189]
- Cristian Terheș comunicò di volersi candidare per fare della Romania un paese rispettato e potente. Definì se stesso come un "fedele alla nazione romena".[82][83]

### Dibattiti
L'unico dibattito tra i principali candidati fu organizzato il 18 novembre dall'emittente Digi24 in collaborazione con l'Università Babeș-Bolyai. Vi presero parte Mircea Geoană, Elena Lasconi, George Simion, Kelemen Hunor, Ludovic Orban e Cristian Diaconescu. Pur invitati, Marcel Ciolacu e Nicolae Ciucă fecero sapere di non potervi partecipare, mentre i due si confrontarono, in contemporanea al dibattito menzionato precedentemente, nel corso di un'emissione andata in onda su Antena 3.

### Successive dichiarazioni di sostegno per il ballottaggio
Constatato l’esito originario del primo turno, le varie forze politiche rimaste escluse espressero il loro favore ufficiale per i due candidati come segue:
per Georgescu
- il 25 novembre, George Simion e il primo vicepresidente di Alleanza per l'Unione dei Romeni, Dorin Lulea, dichiararono che al ballottaggio avrebbero sostenuto Călin Georgescu;[195][196][197]
- il 25 novembre, Diana Șoșoacă, leader di S.O.S. Romania affermò che avrebbe garantito l'endorsement a Georgescu a condizione di essere successivamente nominata Primo ministro;[198]
- si espressero a suo favore, inoltre, la candidata di Alternativa per la Dignità Nazionale, Alexandra Păcuraru,[199] il Partidul Oamenilor Tineri, che lo aveva già appoggiato pubblicamente anche al primo turno,[200] il Partito Nazionale Contadino Cristiano Democratico[201] e il Partito Socialista Romeno.[202] Li seguirono anche varie piccole formazioni dell'area sovranista quali il Partito Patrioti del Popolo Rumeno[203][204] e il Blocco Sovranista Rumeno.[205]

per Lasconi
- il 24 novembre, l’Unione Democratica Magiara di Romania rese noto che avrebbe comunicato la propria posizione ufficiale solamente dopo le elezioni parlamentari del 1º dicembre.[206] Il 2 dicembre il Presidente dell'UDMR Hunor Kelemen ufficializzò il sostegno del suo partito a Elena Lasconi.[207]
- il 25 novembre, il presidente ad interim del Partito Nazionale Liberale, Ilie Bolojan, annunciò il sostegno incondizionato del partito a Elena Lasconi.[208]
- nei giorni immediatamente successivi al primo turno, si dichiararono sostenitori di Lasconi anche i partner minori di Forza della Destra, compresi gli alleati Partito del Movimento Popolare, Alternativa Giusta e il Partito Nazionale Contadino Maniu-Mihalache,[209] REPER,[210] DREPT[211] e il Forum Democratico dei Tedeschi in Romania,[212] oltre al candidato indipendente Mircea Geoană.[213]
- il Partito Social Democratico, a seguito delle prime dichiarazioni in cui i leader del partito avevano affermato che avrebbero preso una posizione dopo lo svolgimento delle elezioni parlamentari,[214], il 2 dicembre rese noto che al ballottaggio non avrebbe fornito indicazioni di voto ai propri elettori.[215] Il 4 dicembre, in seguito alla desecretazione dei primi documenti sulla campagna elettorale di Călin Georgescu da parte del Consiglio Supremo di Difesa e all'avvio delle trattative per un'alleanza di governo, Marcel Ciolacu annunciò che si sarebbe schierato per Elena Lasconi.[216]

## Sondaggi politici

### Sondaggi sul primo turno
Di seguito i sondaggi sull'esito del primo turno di elezione con candidati annunciati ufficialmente.
| Data                | Casa sondaggistica          | Campione  | Georgescu Ind. | Lasconi USR | Ciolacu PSD | Simion AUR | Ciucă PNL | Geoană Ind. | Kelemen UDMR | Diaconescu Ind. | Terheș PNCR | Birchall Ind. | Orban FD | Popescu PNR | Păcuraru ADN | Predoiu PLAN |
| Risultati           | Elezioni Presidenziali 2024 | 9.241.867 | 22,94%         | 19,18%      | 19,15%      | 13,86%     | 8,79%     | 6,32%       | 4,5%         | 3,1%            | 1,04%       | 0,44%         | 0,22%    | 0,16%       | 0,16%        | 0,12%        |
| ------------------- | --------------------------- | --------- | -------------- | ----------- | ----------- | ---------- | --------- | ----------- | ------------ | --------------- | ----------- | ------------- | -------- | ----------- | ------------ | ------------ |
| Exit poll           | Sociopol                    | -         | 20%            | 20%         | 22%         | 20%        | 8%        | 5%          | 3%           | 2%              | -           | -             | -        | -           | -            | -            |
| Exit poll           | ARA                         | -         | 14%            | 18%         | 27%         | 15%        | 11%       | 6%          | -            | 5%              | -           | -             | -        | -           | -            | -            |
| Exit poll (h 21:00) | CURS                        | -         | 16,5%          | 18,2%       | 24,6%       | 14%        | 13%       | 5,4%        | 4,5%         | -               | -           | -             | -        | -           | -            | -            |
| Exit poll (h 20:00) | CURS                        | -         | 16%            | 18,1%       | 25%         | 14,1%      | 13%       | 5,5%        | 4,6%         | -               | -           | -             | -        | -           | -            | -            |
| Exit poll (h 21:00) | Avangarde-CIRA              | -         | 17,1%          | 19,6%       | 24,1%       | 13,8%      | 12,7%     | 5,1%        | 5,2%         | 1,6%            | -           | -             | -        | -           | -            | -            |
| Exit poll (h 19:00) | Avangarde-CIRA              | -         | 16%            | 18%         | 25%         | 15%        | 14%       | 5%          | 4%           | 4%              | -           | -             | -        | -           | -            | -            |
| 20-22 Nov 2024      | ATLAS Intel                 | 1.692     | 8,1%           | 17,8%       | 23,7%       | 16,9%      | 14,3%     | 6,9%        | 2,9%         | 6,2%            | 1%          | 0,7%          | 0,8%     | 0,2%        | 0,2%         | 0,3%         |
| 20-21 Nov 2024      | Verifield                   | 1.803     | 10,6%          | 19%         | 24,5%       | 19%        | 8,6%      | 7,9%        | 3,4%         | 5,1%            | 0,7%        | 0,6%          | 0,3%     | 0,1%        | 0,1%         | 0,2%         |
| 15-20 Nov 2024      | ATLAS Intel                 | 2.003     | 6,2%           | 15,3%       | 24,3%       | 15,4%      | 12,1%     | 7%          | 5,9%         | 3,3%            | 2,1%        | 4,2%          | 1,5%     | 1,8%        | 0,8%         | 0,1%         |
| 14-20 Nov 2024      | INSOMAR                     | 1.042     | 6,8%           | 12,7%       | 24,4%       | 16,2%      | 15,6%     | 8,4%        | 3,6%         | 4,4%            | 3,8%        | -             | -        | -           | -            | -            |
| 19 Nov 2024         | Argument                    | 1.100     | 7,3%           | 17,2%       | 31,1%       | 16,8%      | 7,7%      | 10,9%       | 1,3%         | 5,6%            | 0,7%        | 0,6%          | 0,8%     | -           | -            | -            |
| 8-14 Nov 2024       | Verifield                   | 968       | 4,9%           | 17,1%       | 26,3%       | 18,8%      | 7,3%      | 8,1%        | 4,7%         | 6,8%            | 2,8%        | 1,1%          | 1,1%     | 0,2%        | 0,8%         | 0,2%         |
| 9-13 Nov 2024       | CIRA                        | 1.040     | 4%             | 14%         | 30%         | 17%        | 18%       | 7%          | 2%           | 5%              | -           | -             | 1%       | -           | -            | -            |
| 7-12 Nov 2024       | INSCOP                      | 1.100     | 5,4%           | 14,3%       | 25,3%       | 19,1%      | 9,1%      | 13,3%       | 4,1%         | 4,6%            | 2,1%        | 0,8%          | 1%       | -           | 0,6%         | -            |
| 9-12 Nov 2024       | ATLAS Intel                 | 3.035     | 7,4%           | 14,2%       | 25,4%       | 14,2%      | 10,2%     | 9,1%        | 4,3%         | 5,3%            | 3,4%        | 2,9%          | 0,7%     | 1,1%        | 1,1%         | 0,5%         |
| 7-10 Nov 2024       | BCS                         | 1.157     | 5,8%           | 14,3%       | 27,1%       | 11,9%      | 17,7%     | 7,6%        | 5,7%         | 4,9%            | 2,9%        | 0,5%          | 1%       | -           | 0,4%         | 0,1%         |
| 1-6 Nov 2024        | CIRA                        | 1.150     | 1%             | 16%         | 29%         | 17%        | 19%       | 9%          | 1%           | -               | -           | -             | 1%       | -           | -            | -            |
| 1-6 Nov 2024        | Verifield                   | 1.064     | 4,6%           | 15,7%       | 25,9%       | 21,2%      | 8,5%      | 13,2%       | 2,9%         | 4,4%            | 0,3%        | 1,2%          | 1,1%     | 0,1%        | 0,3%         | 0,6%         |
| 30 Ott-5 Nov 2024   | CURS                        | 1.067     | -              | 12%         | 28%         | 17%        | 17%       | 9%          | 5%           | 5%              | 4%          | -             | 2%       | -           | -            | -            |
| 28 Ott-1 Nov 2024   | Sociopol                    | 1.002     | -              | 12%         | 29%         | 21%        | 15%       | 9%          | 2%           | 9%              | 3%          | -             | -        | -           | -            | -            |
| 24-28 Ott 2024      | BCS                         | 1.150     | 2,7%           | 14,7%       | 23,4%       | 16,1%      | 17,1%     | 10%         | 4,6%         | 7,2%            | 0,8%        | 0,9%          | 2,1%     | 0,2%        | -            | 0,2%         |
| 18-23 Ott 2024      | Argument                    | 1.100     | 3,6%           | 15,9%       | 26,8%       | 18,4%      | 12,9%     | 14,6%       | 1,3%         | 4,8%            | 0,4%        | 0,5%          | 0,7%     | -           | -            | -            |
| 14-18 Ott 2024      | Sociopol                    | 1.003     | 1%             | 13%         | 26%         | 20%        | 17%       | 10%         | 2%           | 9%              | 1%          | -             | 1%       | -           | -            | -            |
| 11-18 Ott 2024      | INSCOP                      | 1.106     | -              | 15%         | 24,1%       | 20,7%      | 8,2%      | 18,1%       | 3,8%         | 5,1%            | 1,9%        | 0,9%          | 1,9%     | -           | -            | -            |
| 11-16 Ott 2024      | CURS                        | 1.006     | -              | 14%         | 26%         | 17%        | 15%       | 15%         | 2%           | 5%              | 2%          | -             | 2%       | -           | -            | -            |
| 7-9 Ott 2024        | Verifield                   | 1.009     | -              | 17,1%       | 23,4%       | 19,8%      | 6,2%      | 17,2%       | 3,8%         | 7,6%            | 3,1%        | 0,7%          | 0,7%     | -           |              | -            |
| 7-9 Ott 2024        | Sociopol                    | 1.004     | 2%             | 12%         | 26%         | 19%        | 17%       | 10%         | 2%           | 9%              | 2%          | -             | 1%       | -           | -            | -            |

### Sondaggi sul ballottaggio
Di seguito i sondaggi sull'esito del ballottaggio tra Călin Georgescu e Elena Lasconi.
| Data           | Casa sondaggistica | Campione | Lasconi USR | Georgescu Ind. | Scheda bianca | Indecisi |
| -------------- | ------------------ | -------- | ----------- | -------------- | ------------- | -------- |
| 5 Dic 2024     | ATLAS Intel        | 5.505    | 48,6%       | 46,4%          | 3,1%          | 1,9%     |
| 2-4 Dic 2024   | ATLAS Intel        | 3.102    | 43,8%       | 47%            | 6,5%          | 2,7%     |
| 26-28 Nov 2024 | ATLAS Intel        | 2.116    | 47,5%       | 45,3%          | 4,4%          | 2,9%     |

### Sondaggi ipotetici sul primo turno
Di seguito i sondaggi sull'esito del primo turno di elezione con candidati ipotetici o non ancora annunciati ufficialmente nel periodo di riferimento.
| Data              | Casa sondaggistica                                 | Campione | Ciolacu PSD | Ciucă PNL | Geoană Ind. | Lasconi USR | Simion AUR | Șoșoacă SOS | Kelemen UDMR | Diaconescu PMP/Ind. | Orban FD | Drulă USR | Kövesi Ind. | Cioloș REPER | Cîțu PNL | Ponta PRO | Barna USR |
| ----------------- | -------------------------------------------------- | -------- | ----------- | --------- | ----------- | ----------- | ---------- | ----------- | ------------ | ------------------- | -------- | --------- | ----------- | ------------ | -------- | --------- | --------- |
| 15-27 Set 2024    | Avangarde INSOMAR                                  | 1.100    | 30%         | 17%       | 15%         | 14%         | 11%        | 7%          | 2%           | 2%                  | N.D.     | N.D.      | N.D.        | N.D.         | N.D.     | N.D.      | N.D.      |
| 10-23 Set 2024    | CURS                                               | 1.067    | 29%         | 18%       | 16%         | 12%         | 11%        | 7%          | N.D.         | 4%                  | N.D.     | N.D.      | N.D.        | N.D.         | N.D.     | N.D.      | N.D.      |
| 11-16 Set 2024    | INSCOP                                             | 1.102    | 20,5%       | 5,6%      | 20,8%       | 16%         | 12,4%      | 12,5%       | 3,6%         | 4,5%                | N.D.     | N.D.      | N.D.        | N.D.         | N.D.     | N.D.      | N.D.      |
| 5-13 Set 2024     | Flashdata                                          | 1.100    | 24%         | 13%       | 16%         | 13%         | 19%        | 8%          | -            | -                   | -        | N.D.      | N.D.        | N.D.         | -        | -         | -         |
| 26 Ago-3 Set 2024 | Sociopol                                           | 1.005    | 26%         | 10%       | 14%         | 14%         | 19%        | 9%          | 1%           | 7%                  | -        | -         | -           | -            | -        | -         | -         |
| 24-30 Ago 2024    | The Center for International Research and Analyses | 1.099    | 25%         | 16%       | 14%         | -           | 13%        | 11%         | 3%           | -                   | 1%       | -         | -           | -            | -        | -         | -         |
| 15-30 Ago 2024    | Verifield                                          | 1.793    | 21,9%       | 5,9%      | 17,8%       | 16,3%       | 14,9%      | 12,9%       | 1,8%         | 5%                  | -        | -         | -           | -            | -        | -         | -         |
| 6-22 Ago 2024     | CURS                                               | 1.067    | 32%         | 19%       | 15%         | 11%         | 14%        | 5%          | -            | -                   | -        | -         | -           | -            | -        | -         | -         |
| Agosto 2024       | Verifield                                          | N.D.     | 17,2%       | 7,3%      | 21%         | 15,3%       | 14,1%      | 13,9%       | 2,3%         | 6%                  | -        | -         | -           | -            | -        | -         | -         |
| 18-26 Lug 2024    | CURS                                               | 1.067    | 31%         | 19%       | 15%         | 12%         | 15%        | 4%          | 3%           | -                   | -        | -         | -           | -            | -        | -         | -         |
| 9-19 Lug 2024     | ARA                                                | 1.009    | 28%         | 6%        | 20%         | 12%         | 10%        | 12%         | -            | -                   | -        | -         | -           | -            | -        | -         | -         |
| 9-17 Lug 2024     | Sociopol                                           | 1.002    | 25%         | 12%       | 15%         | 14%         | 19%        | 9%          | 1%           | 5%                  | -        | -         | -           | -            | -        | -         | -         |
| 26 Giu-2 Lug 2024 | CURS                                               | 1.067    | 30%         | 20%       | 17%         | 9%          | 13%        | 6%          | 3%           | -                   | -        | -         | -           | -            | -        | -         | -         |
| 19-27 Giu 2024    | INSCOP                                             | 1.100    | 17,8%       | 11,9%     | 26,7%       | 14,3%       | 11,2%      | 13,4%       | 3,4%         | -                   | -        | -         | -           | -            | -        | -         | -         |
| 20-25 Mag 2024    | INSCOP                                             | 1.100    | 18,2%       | 11,5%     | 23,7%       | -           | 13,5%      | 12,5%       | 5,5%         | -                   | -        | 8,6%      | -           | 5,6%         | -        | -         | -         |
| 5-9 Apr 2024      | AtlasIntel                                         | 1.764    | -           | -         | 44,7%       | -           | 15,6%      | 14,2%       | 2%           | -                   | -        | 14,3%     | -           | 9,2%         | -        | -         | -         |
| 5-9 Apr 2024      | AtlasIntel                                         | 1.764    | 11,3%       | 6,2%      | 32,7%       | -           | 15,1%      | 12,9%       | 0,9%         | -                   | -        | 13,5%     | -           | 7,4%         | -        | -         | -         |
| 5-9 Apr 2024      | AtlasIntel                                         | 1.764    | 11%         | -         | 33,5%       | -           | 15,6%      | 11,9%       | 3,5%         | -                   | -        | 16,6%     | -           | 7,9%         | -        | -         | -         |
| 14 Feb-5 Mar 2024 | INSCOP                                             | 2.000    | 24%         | 12%       | 26%         | -           | 13%        | 8%          | 3%           | -                   | -        | -         | 9%          | -            | -        | -         | -         |
| 16-24 Gen 2024    | INSCOP                                             | 1.100    | 18,9%       | 11,4%     | 26,5%       | -           | 13,3%      | 14%         | 3,6%         | -                   | -        | 5,9%      | -           | 5,1%         | -        | -         | -         |
| 16-24 Gen 2024    | INSCOP                                             | 1.100    | 15,1%       | 10,8%     | 24,6%       | -           | 10,4%      | 14,8%       | 3%           | -                   | -        | 4,7%      | -           | 4,1%         | -        | 10,7%     | -         |
| 3-8 Gen 2024      | Snap Market Research                               | 998      | 29%         | 8%        | 12%         | -           | 13%        | 14%         | 5%           | -                   | -        | -         | 10%         | -            | -        | -         | -         |
| 20-27 Nov 2023    | INSCOP                                             | 1.100    | 20,8%       | 12,1%     | 26,2%       | -           | 14%        | 14,4%       | 2,4%         | -                   | -        | 4,2%      | -           | 3,9%         | -        | -         | -         |
| 20-27 Nov 2023    | INSCOP                                             | 1.100    | 27,4%       | 14,1%     | -           | -           | 18%        | 19,1%       | 2,7%         | -                   | -        | 7,1%      | -           | 6,7%         | -        | -         | -         |
| 23 ott-2 nov 2023 | INSCOP                                             | 1.100    | 21,8%       | -         | 27,7%       | -           | 18,9%      | 10,5%       | 3,1%         | -                   | -        | -         | -           | 4,3%         | -        | -         | -         |
| 20-29 ott 2023    | Atlas Intel                                        | 2.000    | 10,3%       | 0,7%      | 20,4%       | -           | 7,7%       | 13,3%       | 3%           | -                   | 3,4%     | 6,9%      | 10,9%       | 2,4%         | -        | -         | -         |
| 15-22 Set 2023    | INSCOP                                             | 1.550    | 19,5%       | 11,2%     | 25,3%       | -           | 18,7%      | 10,1%       | 2,7%         | -                   | -        | 5,6%      | -           | 4,1%         | -        | -         | -         |
| 27-30 Gen 2023    | Atlas Intel                                        | 2.000    | -           | 6,2%      | 28,5%       | -           | 13,4%      | 7,8%        | -            | -                   | -        | 10,2%     | 20,7%       | -            | -        | -         | -         |
| 27-30 Gen 2023    | Atlas Intel                                        | 2.000    | 17,5%       | 10,4%     | -           | -           | 14%        | 7,7%        | -            | -                   | -        | 10%       | 20,7%       | -            | -        | -         | -         |
| 27-30 Gen 2023    | Atlas Intel                                        | 2.000    | 8,5%        | -         | 19,2%       | -           | 12,9%      | 7,1%        | -            | -                   | -        | -         | 22,4%       | 6,6%         | -        | -         | -         |
| 12-21 Ott 2021    | ISPAP                                              | 1.228    | -           | -         | 33%         | -           | 13%        | 6%          | 4%           | 8%                  | 8%       | -         | -           | 15%          | 7%       | -         | -         |
| 15-31 Lug 2021    | Gazeta Civică                                      | 1.112    | 4%          | -         | 23%         | -           | -          | -           | 5%           | -                   | -        | 52%       | -           | -            | 11%      | 2%        | -         |
| Mag 2021          | INSOMAR                                            | 1.030    | 20,1%       | -         | -           | -           | 14,2%      | 4%          | -            | 8,3%                | 21,9%    | -         | -           | 8,2%         | -        | -         | 12%       |

### Sondaggi ipotetici sul ballottaggio
Di seguito sondaggi sull'esito del turno di ballottaggio ipotizzando una sfida tra i leader politici più quotati.
| Data              | Casa sondaggistica | Campione | Geoană Ind. | Ciolacu PSD | Ciucă PNL | Simion AUR | Lasconi USR | Boc PNL | Kövesi Ind. | Cîțu PNL | Cioloș REPER | Șoșoacă SOS | Indecisi |
| ----------------- | ------------------ | -------- | ----------- | ----------- | --------- | ---------- | ----------- | ------- | ----------- | -------- | ------------ | ----------- | -------- |
| 19 Nov 2024       | Argument           | 1.100    | 47,1%       | 52,9%       | -         | -          | -           | -       | -           | -        | -            | -           | -        |
| 19 Nov 2024       | Argument           | 1.100    | -           | 58,2%       | -         | 41,8%      | -           | -       | -           | -        | -            | -           | -        |
| 19 Nov 2024       | Argument           | 1.100    | -           | 65,1%       | 34,9%     | -          | -           | -       | -           | -        | -            | -           | -        |
| 19 Nov 2024       | Argument           | 1.100    | -           | 57,6%       | -         | -          | 42,4%       | -       | -           | -        | -            | -           | -        |
| 7-12 Nov 2024     | INSCOP             | 1.100    | -           | 55,5%       | -         | 44,5%      | -           | -       | -           | -        | -            | -           | -        |
| 7-12 Nov 2024     | INSCOP             | 1.100    | -           | 52,2%       | -         | -          | 47,8%       | -       | -           | -        | -            | -           | -        |
| 7-12 Nov 2024     | INSCOP             | 1.100    | 51,9%       | 48,1%       | -         | -          | -           | -       | -           | -        | -            | -           | -        |
| 7-12 Nov 2024     | INSCOP             | 1.100    | -           | 62,2%       | 37,8%     | -          | -           | -       | -           | -        | -            | -           | -        |
| 7-12 Nov 2024     | INSCOP             | 1.100    | -           | -           | -         | 49,8%      | 50,2%       | -       | -           | -        | -            | -           | -        |
| 7-12 Nov 2024     | INSCOP             | 1.100    | 53,1%       | -           | -         | 46,9%      | -           | -       | -           | -        | -            | -           | -        |
| 7-12 Nov 2024     | INSCOP             | 1.100    | -           | -           | 50,8%     | 49,2%      | -           | -       | -           | -        | -            | -           | -        |
| 7-12 Nov 2024     | INSCOP             | 1.100    | 54%         | -           | -         | -          | 46%         | -       | -           | -        | -            | -           | -        |
| 11-18 Ott 2024    | INSCOP             | 1.106    | -           | 56%         | -         | 44%        | -           | -       | -           | -        | -            | -           | -        |
| 11-18 Ott 2024    | INSCOP             | 1.106    | 55,6%       | 44,4%       | -         | -          | -           | -       | -           | -        | -            | -           | -        |
| 11-18 Ott 2024    | INSCOP             | 1.106    | -           | 53%         | -         | -          | 47%         | -       | -           | -        | -            | -           | -        |
| 11-18 Ott 2024    | INSCOP             | 1.106    | -           | 63,1%       | 36,9%     | -          | -           | -       | -           | -        | -            | -           | -        |
| 11-16 Set 2024    | INSCOP             | 1.102    | 58,3%       | 41,7%       | -         | -          | -           | -       | -           | -        | -            | -           | -        |
| 11-16 Set 2024    | INSCOP             | 1.102    | 64,2%       | -           | 35,8%     | -          | -           | -       | -           | -        | -            | -           | -        |
| 11-16 Set 2024    | INSCOP             | 1.102    | -           | 54,6%       | 45,4%     | -          | -           | -       | -           | -        | -            | -           | -        |
| 11-16 Set 2024    | INSCOP             | 1.102    | -           | -           | 50,2%     | -          | 49,8%       | -       | -           | -        | -            | -           | -        |
| 11-16 Set 2024    | INSCOP             | 1.102    | -           | 54,2%       | -         | -          | 45,8%       | -       | -           | -        | -            | -           | -        |
| 11-16 Set 2024    | INSCOP             | 1.102    | 61,7%       | -           | -         | -          | 38,3%       | -       | -           | -        | -            | -           | -        |
| 19-27 Giu 2024    | INSCOP             | 1.100    | 63,7%       | 36,3%       | -         | -          | -           | -       | -           | -        | -            | -           | -        |
| 19-27 Giu 2024    | INSCOP             | 1.100    | 63,7%       | -           | 36,3%     | -          | -           | -       | -           | -        | -            | -           | -        |
| 19-27 Giu 2024    | INSCOP             | 1.100    | -           | 54,6%       | 45,4%     | -          | -           | -       | -           | -        | -            | -           | -        |
| 19-27 Giu 2024    | INSCOP             | 1.100    | 66,2%       | -           | -         | -          | 33,8%       | -       | -           | -        | -            | -           | -        |
| 19-27 Giu 2024    | INSCOP             | 1.100    | -           | 58%         | -         | -          | 42%         | -       | -           | -        | -            | -           | -        |
| 19-27 Giu 2024    | INSCOP             | 1.100    | -           | -           | 51,6%     | -          | 48,4%       | -       | -           | -        | -            | -           | -        |
| 20-25 Mag 2024    | INSCOP             | 1.100    | 61,2%       | 38,8%       | -         | -          | -           | -       | -           | -        | -            | -           | -        |
| 20-25 Mag 2024    | INSCOP             | 1.100    | 64,8%       | -           | 35,2%     | -          | -           | -       | -           | -        | -            | -           | -        |
| 20-25 Mag 2024    | INSCOP             | 1.100    | -           | 59,5%       | 40,5%     | -          | -           | -       | -           | -        | -            | -           | -        |
| 20-25 Mag 2024    | INSCOP             | 1.100    | 69,3%       | -           | -         | 30,7%      | -           | -       | -           | -        | -            | -           | -        |
| 20-25 Mag 2024    | INSCOP             | 1.100    | -           | 66,5%       | -         | 33,5%      | -           | -       | -           | -        | -            | -           | -        |
| 20-25 Mag 2024    | INSCOP             | 1.100    | -           | -           | 60,1%     | 39,9%      | -           | -       | -           | -        | -            | -           | -        |
| 14 Feb-5 Mar 2024 | INSCOP             | 2.000    | 61%         | 39%         | -         | -          | -           | -       | -           | -        | -            | -           | -        |
| 14 Feb-5 Mar 2024 | INSCOP             | 2.000    | 75%         | -           | -         | 25%        | -           | -       | -           | -        | -            | -           | -        |
| 14 Feb-5 Mar 2024 | INSCOP             | 2.000    | 66%         | -           | -         | -          | -           | -       | 34%         | -        | -            | -           | -        |
| 14 Feb-5 Mar 2024 | INSCOP             | 2.000    | -           | 63%         | 37%       | -          | -           | -       | -           | -        | -            | -           | -        |
| 15-22 Set 2023    | INSCOP             | 1.550    | 63,5%       | -           | -         | 36,5%      | -           | -       | -           | -        | -            | -           | -        |
| 15-22 Set 2023    | INSCOP             | 1.550    | -           | 58,8%       | -         | 41,2%      | -           | -       | -           | -        | -            | -           | -        |
| 15-22 Set 2023    | INSCOP             | 1.550    | -           | -           | 52,2%     | 47,8%      | -           | -       | -           | -        | -            | -           | -        |
| 15-22 Set 2023    | INSCOP             | 1.550    | 59,9%       | -           | -         | -          | -           | 40,1%   | -           | -        | -            | -           | -        |
| 15-22 Set 2023    | INSCOP             | 1.550    | -           | 49,6%       | -         | -          | -           | 50,4%   | -           | -        | -            | -           | -        |
| 27-30 Gen 2023    | Atlas Intel        | 2.000    | 53%         | -           | 16,5%     | -          | -           | -       | -           | -        | -            | -           | 30,6%    |
| 27-30 Gen 2023    | Atlas Intel        | 2.000    | 52,3%       | -           | -         | 22,9%      | -           | -       | -           | -        | -            | -           | 24,8%    |
| 27-30 Gen 2023    | Atlas Intel        | 2.000    | 49,2%       | -           | -         | -          | -           | 28,8%   | -           | -        | -            | -           | 22,1%    |
| 27-30 Gen 2023    | Atlas Intel        | 2.000    | 39,7%       | -           | -         | -          | -           | -       | 35,1%       | -        | -            | -           | 25,2%    |
| 27-30 Gen 2023    | Atlas Intel        | 2.000    | -           | 37,9%       | -         | 32,2%      | -           | -       | -           | -        | -            | -           | 29,9%    |
| 27-30 Gen 2023    | Atlas Intel        | 2.000    | -           | 32,3%       | 30,2%     | -          | -           | -       | -           | -        | -            | -           | 37,5%    |
| 27-30 Gen 2023    | Atlas Intel        | 2.000    | -           | 30,5%       | -         | -          | -           | 37,4%   | -           | -        | -            | -           | 32,1%    |
| 27-30 Gen 2023    | Atlas Intel        | 2.000    | -           | 30,8%       | -         | -          | -           | -       | 42,3%       | -        | -            | -           | 26,9%    |
| 12-21 Ott 2021    | ISPAP              | 1.228    | 65%         | -           | -         | 35%        | -           | -       | -           | -        | -            | -           | -        |
| 12-21 Ott 2021    | ISPAP              | 1.228    | 63%         | -           | -         | -          | -           | -       | -           | 37%      | -            | -           | -        |
| 12-21 Ott 2021    | ISPAP              | 1.228    | 53%         | -           | -         | -          | -           | -       | -           | -        | 47%          | -           | -        |
| 12-21 Ott 2021    | ISPAP              | 1.228    | 77%         | -           | -         | -          | -           | -       | -           | -        | -            | 23%         | -        |
| 12-21 Ott 2021    | ISPAP              | 1.228    | -           | -           | -         | 46%        | -           | -       | -           | -        | 54%          | -           | -        |

## Controversie

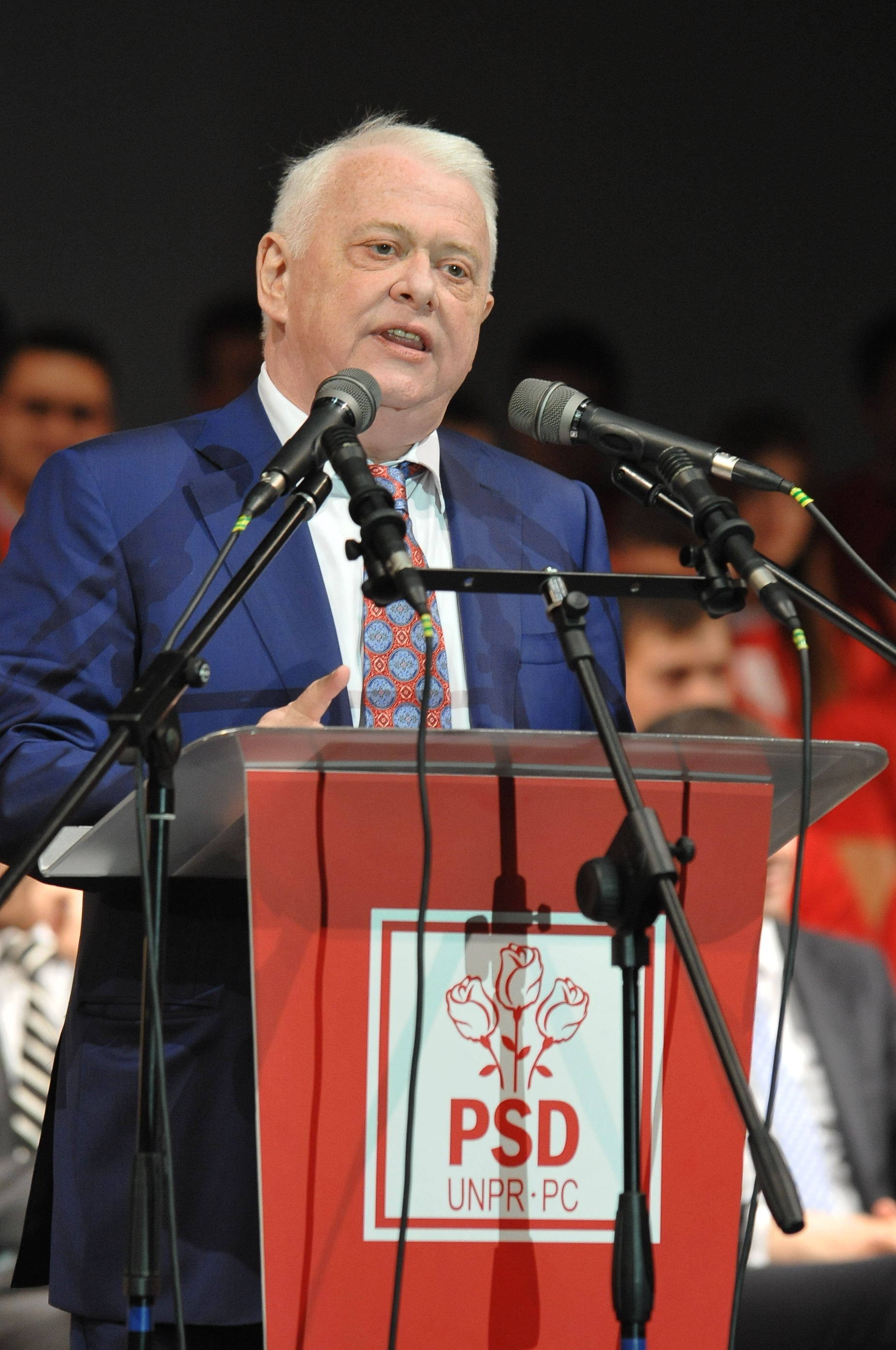
Viorel Hrebenciuc, ritenuto dalla dirigenza del PNL autore di un presunto progetto volto a favorire la qualificazione al ballottaggio di Marcel Ciolacu e George Simion.

- Il 1º ottobre 2024 la testata Context.ro, facente parte della rete Organized Crime and Corruption Reporting Project, pubblicò un'inchiesta giornalistica che rivelava che Rareș Mănescu, uno dei coordinatori della campagna elettorale di Mircea Geoană, era socio d'affari di Aleksei Kozlov, un imprenditore russo vicino al Cremlino che aveva sostenuto l'annessione della Crimea da parte di Mosca. Geoană bollò l'inchiesta come una fake news e lamentò di essere soggetto ad un linciaggio mediatico.[113][219]

- Nel quadro delle verifiche di routine cui erano sottoposti tutti i candidati, il 15 ottobre 2024 il Consiglio nazionale per lo studio degli archivi della Securitate (CNSAS) constatò che Silviu Predoiu era stato membro del Centro di informazioni estere della Securitate tra il 1987 e il 1989.[220] L'ente tuttavia sottolineò che non poteva essere definito collaboratore della Securitate nel senso previsto dalla legge, poiché non erano stati rilevati documenti che attestavano che avesse realizzato azioni contro i diritti e le libertà fondamentali dell'uomo.[220]

- Il 17 ottobre 2024 il deputato AUR Ringo Dămureanu accusò il presidente del partito George Simion di aver richiesto ai membri un contributo di 60.000 euro in cambio della loro candidatura alle parlamentari.[221][222] Simion replicò che si trattava di un contributo per la campagna elettorale che rispettava le norme in vigore.[223]

- Il 22 ottobre 2024 Gigi Becali, candidato dall'AUR alle elezioni parlamentari, dichiarò a Realitatea TV di essersi incontrato con l'ex dirigente del PSD Viorel Hrebenciuc e di aver concordato di aiutare George Simion a qualificarsi al ballottaggio.[217][224] Secondo le accuse della dirigenza del PNL il cosiddetto "piano Hrebenciuc" consisteva nel trasferire 10-20 voti in ogni seggio elettorale del paese dal leader del PSD al candidato dell'AUR, in modo da favorirne il passaggio del ballottaggio dove, secondo i sondaggi, avrebbe incontrato Marcel Ciolacu, che era primo nelle intenzioni di voto. Il PNL reclamava che in base ai sondaggi Simion era l'unico avversario che Ciolacu avrebbe potuto sconfiggere al secondo turno, motivo per il quale il PSD era interessato a mettere in pratica il piano.[217] Nicolae Ciucă definì il progetto "un'azione contro la democrazia e la morale"[217], mentre Ciolacu rigettò le insinuazioni riguardanti l'accordo.[218][225][226][227]

- Il 29 ottobre 2024 la candidata dell'USR Elena Lasconi accusò Mircea Geoană di aver incontrato Tal Hanan, imprenditore israeliano che era sospettato di aver provato a influenzare le elezioni di diversi stati del mondo tramite la creazione falsi account online sui social network e di utilizzarli per diffondere notizie false.[228] Geoană negò di conoscerlo, mentre il suo staff criticò le allusioni da parte dell'avversario.[228] Il giorno dopo il primo ministro e candidato del PSD Marcel Ciolacu affermò di essere a conoscenza dell'esistenza di un edificio a Bucarest in cui si trovavano dei server per delle fattorie di bot per la campagna di Geoană sui social network.[229] Il candidato del PNL Nicolae Ciucă intervenne sulla polemica proponendo la costituzione di una commissione parlamentare sulla questione.[230] Il 7 novembre il ministro della digitalizzazione presentò i risultati di un rapporto realizzato da Meta su richiesta del governo, dichiarando di aver identificato decine di conti creati su diverse piattaforme che promuovevano contenuti illegittimi allo scopo di influenzare le elezioni. I conti erano stati bloccati e la procura era stata informata.[231] In conseguenza delle dichiarazioni del ministero, Geoană commentò che in Romania non esistevano fattorie per la creazione di profili falsi.[231] Il 12 novembre la Commissione parlamentare sul controllo dei servizi segreti, comunicò che il Serviciul Român de Informații aveva identificato numerosi conti falsi creati per denigrare dei candidati alla presidenza, ma che non erano stati ravvisati elementi specifici «delle campagne di propaganda o disinformazione organizzate da attori esterni ostili alla Romania».

- Il 12 novembre 2024 il presidente della Commissione parlamentare di controllo sul Serviciul Român de Informații, Ioan Chirteș (PNL), esprimendosi sul divieto di ingresso di George Simion nei territori di Ucraina e Moldavia, affermò che esistevano prove che dimostravano che il presidente dell'AUR avesse incontrato degli ufficiali del GRU e che avesse provato a bloccare delle manifestazioni e delle marce elettorali in Ucraina.[232] Il candidato del Partito Nazionale Conservatore Romeno, Cristian Terheș, confermò che esistevano delle registrazioni dell'intelligence ucraina che testimoniavano gli incontri tra Simion e gli agenti di diversi servizi segreti russi.[232] Mircea Geoană e Nicolae Ciucă chiesero chiarimenti al premier Marcel Ciolacu che specificò che, in base alle informazioni di cui era a conoscenza, l'interdizione di Simion non riguardava dei presunti contatti con i servizi segreti russi, né che vi fossero evidenze a sostegno della tesi che si trattasse di una spia di Mosca.[233][234] Il 15 novembre il governo pubblicò il documento fornito da Kiev in cui si specificava che l'interdizione era motivata dalle sue «sistematiche attività antiucraine» che «sono contrarie agli interessi nazionali dell'Ucraina e ne violano la sovranità e l'integrità territoriale».[235]

- Il 18 novembre 2024 la testata G4 Media pubblicò un documento dal quale risultava che Marcel Ciolacu, al fianco di familiari e di altri leader del PSD, nel 2022 avrebbe volato per scopi personali con un jet privato che la società immobiliare Nordis aveva affittato. L'azienda, di proprietà del marito della deputata PSD Laura Vicol, era entrata in insolvenza nell'ottobre 2024 ed era al centro di un'investigazione di Recorder riguardante l'uso fraudolento dei fondi ottenuti dagli investitori.[236][237][238] Ciolacu si difese asserendo di aver sempre pagato per i propri trasferimenti e che nessuno avesse mai finanziato le sue vacanze.[239]

- Il 19 novembre 2024 la Direzione nazionale anticorruzione comunicò che il 2 settembre aveva aperto un'inchiesta sull'uso dei fondi concessi dall'Autorità elettorale permanente ai partiti politici, che erano stati utilizzati per la pubblicità del libro di Nicolae Ciucă.[240] Secondo un'inchiesta giornalistica di agosto della testata Snoop.ro, a tale scopo il PNL aveva speso 2 milioni di euro di fondi provenienti dal finanziamento pubblico ai partiti.[241][242] Le autorità anticorruzione specificarono che non vi erano indagati, ma che la procedura seguiva una denuncia sporta da una persona fisica e trasmessa dalla procura dell'Alta corte di cassazione e giustizia.[240]

## Annullamento della tornata elettorale
Inizialmente, subito dopo il primo turno venne accolta una petizione di riconteggio delle schede con la riserva di decidere sull’eventuale annullamento della tornata elettorale. A seguito del negativo riscontro di irregolarità, la Corte costituzionale aveva inizialmente deciso, il 2 dicembre, di convalidare l’esito, ammettendo così l’indizione del secondo turno per l’8 dello stesso mese.
L'intero processo elettorale è stato però annullato dalla stessa Corte il successivo 6 dicembre, facendo riferimento a indebite ingerenze da parte di Stati stranieri (in particolare la Russia), ed è stato contestualmente ordinato al Governo di indire nuove elezioni. Tale decisione è stata assunta in seguito alla pubblicazione di dati inizialmente riservati da parte dei servizi segreti interni ed esteri, nonché del Consiglio Supremo di Difesa del Paese, secondo i quali la Russia avrebbe coordinato una campagna di promozione online per favorire il candidato sovranista Călin Georgescu. Sono state in seguito avviate ulteriori indagini, indirizzate specificatamente verso la campagna politica di Georgescu.
La sera stessa dell'annullamento, il Presidente uscente Klaus Iohannis ha dichiarato che sarebbe rimasto in carica regolarmente fino al giuramento del Presidente eletto nelle nuove elezioni. Nello stesso intervento ha anche dichiarato di voler attendere l'insediamento del nuovo Parlamento, eletto nella tornata del 1º dicembre, per tenere le consultazioni in vista della formazione di un nuovo Governo, cui spetterebbe poi l'indizione di nuove elezioni presidenziali.
Il 21 dicembre il giornale Politico ha riportato che un rapporto dell'outlet investigativo Snoop.ro aveva rivelato che il Partito Nazionale Liberale, filo-europeista, finanziò una campagna su TikTok per promuovere il loro candidato Nicolae Ciucă, ma questa è stata poi dirottata – inavvertitamente per il PNL – al fine di favorire il candidato indipendente Călin Georgescu. La campagna su TikTok, organizzata dalla società Kensington Communication, ha visto la manipolazione degli script forniti agli influencer, che hanno finito per promuovere Georgescu. Questo avrebbe portato a un risultato sorprendente nelle elezioni presidenziali per Georgescu, dove ha prevalso al primo turno. La stessa societa di comunicazione ha poi chiesto agli organi competenti di verificare se la loro campagna fosse stata clonata o dirottata, ed eventualmente di adottare le misure legali necessarie. La Commissione europea ha in seguito avviato un'indagine per esaminare come TikTok gestisce i rischi di interferenze elettorali. Il PNL, che è il partner junior nella coalizione di governo uscente, ha visto il proprio candidato Nicolae Ciucă piazzarsi solo al quinto posto nel primo turno annullato.
Le successive elezioni sono state fissate per il 4 maggio 2025.

## Affluenza

Cartina raffigurante l'affluenza per ogni circoscrizione

I dati di seguito riportati sono, a fini enciclopedici, quelli del primo turno annullato dalla Corte costituzionale.
| Area                                    | Iscritti alle liste permanenti          | Affluenza | Affluenza | Affluenza | Affluenza | Affluenza | Affluenza | Affluenza | Affluenza    | Affluenza   |
| Area                                    | Iscritti alle liste permanenti          | 22 nov    | 23 nov    | 24 nov    | 24 nov    | 24 nov    | 24 nov    | 24 nov    | Var. da 2019 | Tot votanti |
| Area                                    | Iscritti alle liste permanenti          | 22 nov    | 23 nov    | h 12:00   | h 15:00   | h 18:00   | h 21:00   | Finale    | Var. da 2019 | Tot votanti |
| --------------------------------------- | --------------------------------------- | --------- | --------- | --------- | --------- | --------- | --------- | --------- | ------------ | ----------- |
| Romania                                 | 18 008 480                              | -         | -         | 16,47%    | 32,01%    | 45,85%    | 52,40%    | 52,55%    | 1,37%        | 8 643 554   |
| Estero (votanti su liste supplementari) | Estero (votanti su liste supplementari) | 40 516    | 216 913   | 298 084   | 488 713   | 670 776   | 791 055   | 817 476   | -            | 817 476     |
| Estero (votanti per corrispondenza)     | Estero (votanti per corrispondenza)     | -         | -         | -         | -         | -         | -         | -         | -            | 4 227       |
| Fonte: Autorità Elettorale Permanente   |                                         |           |           |           |           |           |           |           |              |             |

## Risultati

Cartina raffigurante il candidato più votato in ogni comune

L’esito di seguito mostrato è, a fini enciclopedici, quello del primo turno annullato dalla Corte costituzionale.
| Călin Georgescu                       | Indipendente                                       | 2 120 401  | 22,94 |  |  |  |  |  |  |
| Elena Lasconi                         | Unione Salvate la Romania (USR)                    | 1 772 500  | 19,18 |  |  |  |  |  |  |
| Marcel Ciolacu                        | Partito Social Democratico (PSD)                   | 1 769 760  | 19,15 |  |  |  |  |  |  |
| George Simion                         | Alleanza per l'Unione dei Romeni (AUR)             | 1 281 325  | 13,86 |  |  |  |  |  |  |
| Nicolae Ciucă                         | Partito Nazionale Liberale (PNL)                   | 811 952    | 8,79  |  |  |  |  |  |  |
| Mircea Geoană                         | Indipendente (La Romania è Rinata! (RR!))          | 583 898    | 6,32  |  |  |  |  |  |  |
| Hunor Kelemen                         | Unione Democratica Magiara di Romania (UDMR/RMDSZ) | 416 353    | 4,50  |  |  |  |  |  |  |
| Cristian Diaconescu                   | Indipendente                                       | 286 842    | 3,10  |  |  |  |  |  |  |
| Cristian Terheș                       | Partito Nazionale Conservatore Romeno (PNCR)       | 95 782     | 1,04  |  |  |  |  |  |  |
| Ana Birchall                          | Indipendente                                       | 42 853     | 0,46  |  |  |  |  |  |  |
| Ludovic Orban (ritiratosi)            | Forza della Destra (FD)                            | 20 089     | 0,22  |  |  |  |  |  |  |
| Sebastian Popescu                     | Partito Nuova Romania (PRN)                        | 14 683     | 0,16  |  |  |  |  |  |  |
| Alexandra Păcuraru                    | Alternativa per la Dignità Nazionale (APDN)        | 14 502     | 0,16  |  |  |  |  |  |  |
| Silviu Predoiu                        | Partito Lega Azione Nazionale (PLAN)               | 11 246     | 0,12  |  |  |  |  |  |  |
| Totale                                | Totale                                             | 9 242 186  | 100   |  |  |  |  |  |  |
|                                       |                                                    |            |       |  |  |  |  |  |  |
| Voti non validi                       | Voti non validi                                    | 223 071    | 2,36  |  |  |  |  |  |  |
| Votanti                               | Votanti                                            | 9 465 257  | 52,56 |  |  |  |  |  |  |
| Elettori                              | Elettori                                           | 18 008 480 |       |  |  |  |  |  |  |
|                                       |                                                    |            |       |  |  |  |  |  |  |
| Fonte: Autorità Elettorale Permanente |                                                    |            |       |  |  |  |  |  |  |

| Călin Georgescu     |  | 22,94% |
| Elena Lasconi       |  | 19,18% |
| Marcel Ciolacu      |  | 19,15% |
| George Simion       |  | 13,86% |
| Nicolae Ciucă       |  | 8,79%  |
| Mircea Geoană       |  | 6,32%  |
| Hunor Kelemen       |  | 4,50%  |
| Cristian Diaconescu |  | 3,10%  |
| Cristian Terheș     |  | 1,04%  |
| Ana Birchall        |  | 0,46%  |
| Ludovic Orban       |  | 0,22%  |
| Sebastian Popescu   |  | 0,16%  |
| Alexandra Păcuraru  |  | 0,16%  |
| Silviu Predoiu      |  | 0,12%  |

### Risultati per distretto

Distribuzione del voto per distretto

| Distretto                             | Affluenza | I turno (%) | I turno (%) | I turno (%) | I turno (%) | I turno (%) | I turno (%) | I turno (%) | I turno (%) | I turno (%) |
| Distretto                             | Affluenza | Georgescu   | Lasconi     | Ciolacu     | Simion      | Ciucă       | Geoană      | Kelemen     | Diaconescu  | Altri       |
| ------------------------------------- | --------- | ----------- | ----------- | ----------- | ----------- | ----------- | ----------- | ----------- | ----------- | ----------- |
| Alba                                  | 51,78%    | 21,88       | 14,14       | 15,77       | 15,97       | 18,39       | 5,36        | 2,92        | 2,92        | 2,65        |
| Arad                                  | 46,20%    | 23,99       | 14,58       | 14,88       | 17,24       | 13,23       | 5,18        | 4,97        | 2,85        | 3,08        |
| Argeș                                 | 53,67%    | 24,84       | 18,03       | 24,74       | 14,54       | 7,58        | 5,59        | 0,15        | 3,05        | 1,48        |
| Bacău                                 | 41,59%    | 23,35       | 16,53       | 24,85       | 15,79       | 6,40        | 6,66        | 0,93        | 3,30        | 2,19        |
| Bihor                                 | 49,95%    | 16,81       | 12,47       | 16,80       | 11,66       | 15,14       | 4,15        | 18,12       | 1,90        | 2,95        |
| Bistrița-Năsăud                       | 43,78%    | 25,44       | 13,12       | 22,81       | 13,76       | 10,21       | 6,07        | 3,48        | 2,45        | 2,66        |
| Botoșani                              | 39,54%    | 25,75       | 10,24       | 27,69       | 16,17       | 8,87        | 6,41        | 0,26        | 2,17        | 2,44        |
| Brașov                                | 52,06%    | 20,71       | 26,41       | 14,77       | 11,76       | 7,33        | 8,55        | 3,72        | 4,39        | 2,36        |
| Brăila                                | 46,67%    | 26,33       | 11,67       | 27,57       | 15,06       | 8,45        | 5,49        | 0,28        | 3,12        | 2,03        |
| Bucarest                              | 52,10%    | 14,54       | 35,82       | 14,84       | 9,97        | 6,62        | 10,36       | 0,46        | 5,53        | 1,86        |
| Buzău                                 | 50,64%    | 22,31       | 10,45       | 40,49       | 12,90       | 5,48        | 4,41        | 0,17        | 2,39        | 1,40        |
| Caraș-Severin                         | 40,88%    | 22,10       | 12,55       | 26,87       | 17,13       | 10,27       | 4,82        | 0,83        | 2,73        | 2,70        |
| Călărași                              | 46,50%    | 26,16       | 11,09       | 25,96       | 16,58       | 11,26       | 4,57        | 0,34        | 2,34        | 1,70        |
| Cluj                                  | 57,40%    | 15,36       | 30,38       | 10,55       | 10,82       | 9,55        | 8,05        | 9,00        | 3,39        | 2,90        |
| Costanza                              | 49,76%    | 26,50       | 19,44       | 16,74       | 14,55       | 8,39        | 7,66        | 0,27        | 4,50        | 1,95        |
| Covasna                               | 43,59%    | 7,26        | 6,21        | 6,40        | 5,50        | 2,32        | 1,86        | 68,39       | 0,98        | 1,08        |
| Dâmbovița                             | 50,72%    | 26,03       | 13,60       | 27,59       | 15,12       | 7,67        | 5,31        | 0,17        | 2,69        | 1,82        |
| Dolj                                  | 49,80%    | 17,92       | 13,20       | 30,42       | 15,93       | 12,02       | 6,81        | 0,14        | 2,31        | 1,25        |
| Galați                                | 42,43%    | 22,11       | 15,09       | 26,87       | 16,07       | 7,32        | 6,54        | 0,29        | 3,66        | 2,05        |
| Giurgiu                               | 55,31%    | 22,97       | 9,27        | 20,42       | 13,41       | 26,54       | 4,08        | 0,15        | 1,75        | 1,41        |
| Gorj                                  | 49,98%    | 23,44       | 10,63       | 26,18       | 22,18       | 8,67        | 4,83        | 0,40        | 2,23        | 1,44        |
| Harghita                              | 45,36%    | 3,49        | 3,56        | 3,69        | 2,70        | 1,35        | 1,25        | 82,65       | 0,44        | 0,87        |
| Hunedoara                             | 46,85%    | 22,34       | 14,61       | 22,09       | 18,64       | 8,20        | 5,97        | 2,00        | 3,23        | 2,92        |
| Ialomița                              | 43,40%    | 27,06       | 12,58       | 27,59       | 17,55       | 5,45        | 5,16        | 0,35        | 2,57        | 1,69        |
| Iași                                  | 43,37%    | 22,01       | 24,63       | 18,46       | 12,79       | 8,59        | 7,78        | 0,24        | 3,55        | 1,95        |
| Ilfov                                 | 62,90%    | 23,56       | 25,59       | 12,93       | 12,47       | 11,51       | 8,36        | 0,28        | 3,62        | 1,68        |
| Maramureș                             | 39,92%    | 22,63       | 16,94       | 18,97       | 15,94       | 9,52        | 5,81        | 4,53        | 2,81        | 2,85        |
| Mehedinți                             | 52,15%    | 15,43       | 7,11        | 35,79       | 16,38       | 18,62       | 3,54        | 0,23        | 1,71        | 1,19        |
| Mureș                                 | 46,38%    | 14,70       | 13,70       | 12,89       | 12,43       | 6,95        | 4,92        | 30,60       | 2,01        | 1,80        |
| Neamț                                 | 42,29%    | 24,24       | 15,43       | 23,55       | 16,54       | 8,28        | 5,92        | 0,46        | 3,17        | 2,41        |
| Olt                                   | 54,05%    | 21,79       | 8,57        | 38,88       | 14,85       | 8,48        | 4,27        | 0,11        | 1,89        | 1,16        |
| Prahova                               | 51,27%    | 26,03       | 18,19       | 19,52       | 14,51       | 8,36        | 6,95        | 0,24        | 3,95        | 2,25        |
| Satu Mare                             | 38,77%    | 13,28       | 10,90       | 14,93       | 10,85       | 8,96        | 3,86        | 33,73       | 1,53        | 1,96        |
| Sălaj                                 | 49,46%    | 16,48       | 12,53       | 15,68       | 11,64       | 13,80       | 4,72        | 19,99       | 1,83        | 3,33        |
| Sibiu                                 | 48,53%    | 26,34       | 23,58       | 11,94       | 11,65       | 10,73       | 7,04        | 1,27        | 4,87        | 2,58        |
| Suceava                               | 43,10%    | 28,47       | 11,27       | 22,83       | 17,48       | 8,71        | 5,48        | 0,33        | 2,73        | 2,70        |
| Teleorman                             | 50,01%    | 18,60       | 8,13        | 38,46       | 14,57       | 12,86       | 3,89        | 0,11        | 2,22        | 1,16        |
| Timiș                                 | 50,03%    | 21,37       | 28,40       | 13,87       | 13,90       | 6,80        | 7,44        | 1,81        | 3,34        | 3,07        |
| Tulcea                                | 43,93%    | 26,89       | 13,63       | 20,99       | 19,73       | 7,26        | 5,74        | 0,27        | 3,40        | 2,09        |
| Vaslui                                | 33,91%    | 23,06       | 13,29       | 30,30       | 16,72       | 6,31        | 5,18        | 0,33        | 2,67        | 2,14        |
| Vâlcea                                | 49,38%    | 22,76       | 12,34       | 26,01       | 18,49       | 9,78        | 5,78        | 0,26        | 2,98        | 1,60        |
| Vrancea                               | 45,67%    | 20,34       | 11,94       | 25,87       | 19,67       | 11,88       | 5,27        | 0,15        | 2,98        | 1,90        |
| Estero                                | -         | 43,16       | 26,95       | 2,86        | 12,03       | 4,63        | 4,94        | 0,59        | 1,76        | 3,08        |
| Fonte: Autorità Elettorale Permanente |           |             |             |             |             |             |             |             |             |             |

### Esplicative
1. ↑  Annullato dalla Corte Costituzionale della Romania insieme all’intero processo elettorale precedente.
2. ↑  I turno.
3. 1 2  Dal momento che il ritiro c'è stato dopo il termine massimo, il suo nome figurava regolarmente sulle schede elettorali.

### Bibliografiche
1. ↑   Urne aperte per 19 milioni di rumeni, Rai News, 24 novembre 2024.
2. ↑   In Romania si vota per eleggere il nuovo presidente, ANSA, 24 novembre 2024.
3. 1 2   Romania, la destra filorussa di Călin Georgescu vince il primo turno, Rai News, 25 novembre 2024.
4. 1 2   Elezioni in Romania, in testa il candidato di estrema destra. Ma sarà ballottaggio, SkyTG24, 25 novembre 2024.
5. ↑   Davide Guacci, Romania alle urne per le elezioni presidenziali: Ciolacu favorito, 2duerighe, 24 novembre 2024.
6. ↑   Elezioni in Romania, primi risultati: Ciolacu in testa, ma si va verso ballottaggio, SkyTG24, 24 novembre 2024.
7. ↑   Il nazionalista e filoputiniano Calin Georgescu ha vinto il primo turno delle presidenziali in Romania, Il Post, 24 novembre 2024.
8. ↑   Romania, la presidenza sarà contesa tra un fan di Putin e una sindaca pro-Ue, Rai News, 25 novembre 2024.
9. ↑   Il candidato che ha spiazzato tutti alle elezioni romene, Il Post, 25 novembre 2024.
10. ↑  (RO) A treia seară de proteste împotriva lui Georgescu. Mii de oameni în stradă, în marile orașe: „Nu o ţară putinistă, România progresistă”, in Digi 24, 27 novembre 2024.
11. ↑   A Bucarest, in Romania, ci sono state proteste contro l’annullamento dei risultati delle elezioni presidenziali, Il Post, 13 gennaio 2025.
12. ↑  (EN) Romania orders election recount after TikTok bias claims, in BBC, 28 novembre 2024.
13. ↑  (EN) TikTok CEO summoned to European Parliament over role in shock Romania election, in Politico, 26 novembre 2024.
14. ↑   L’Unione Europea ha ordinato a TikTok di conservare i dati sulle elezioni romene, dopo le notizie di presunte interferenze russe, Il Post, 5 dicembre 2024.
15. ↑   Le accuse di interferenze della Russia nelle elezioni in Romania, Il Post, 7 dicembre 2024.
16. 1 2   Romania, la Corte costituzionale annulla le elezioni presidenziali: «Possibili ingerenze russe», Corriere della Sera, 6 dicembre 2024.
17. 1 2   La Corte della Romania annulla le elezioni presidenziali, ANSA, 6 dicembre 2024.
18. 1 2  (RO) Marian Enache e Ștefan Deaconu, Sistemul electoral în România postcomunistă, su juridice.ro, 9 ottobre 2018. URL consultato il 16 agosto 2019.
19. 1 2  (RO) LEGE nr. 370/ 2004 pentru alegerea Preşedintelui României (PDF), su legislatie.resurse-pentru-democratie.org, 20 settembre 2004. URL consultato il 16 agosto 2019 (archiviato dall'url originale il 30 agosto 2019).
20. ↑   Costituzione della Romania, su cdep.ro. URL consultato il 16 agosto 2019 (archiviato dall'url originale il 18 dicembre 2020).
21. 1 2 3 4 5  (RO) Alegeri prezidențiale 2024. Calendarul perioadei electorale și când începe votarea, in Digi 24, 10 settembre 2024. URL consultato il 6 ottobre 2024.
22. 1 2 3 4 5  (RO) Adrian Ardelean, Regulile campaniei electorale pentru alegerile prezidențiale, decise de Biroul Electoral Central, in Europa Liberă România, 25 settembre 2024. URL consultato il 6 ottobre 2024.
23. ↑  (EN) Irina Marica, Romania’s ruling parties agree on dates for presidential and parliamentary elections, in Romania Insider, 4 luglio 2024. URL consultato il 6 ottobre 2024.
24. ↑  (EN) Romanian ruling coalition agrees parliamentary, presidential election dates, in Reuters, 4 luglio 2024. URL consultato il 6 ottobre 2024.
25. ↑  (RO) Klaus Iohannis: Am decis să-l desemnez pe Florin Cîțu pentru poziția de prim-ministru, su digi24.ro, Digi 24, 22 dicembre 2020. URL consultato il 22 dicembre 2020.
26. ↑  (RO) Luminița Pîrvu, O criză, trei premieri și o Românie interzisă. Ce am văzut și ce a lipsit în prima săptămână de campanie electorală, su hotnews.ro, HotNews, 15 novembre 2020. URL consultato il 15 novembre 2020.
27. 1 2  (EN) Matei Rosca, Klaus Iohannis: Romanian president loses luster as graft fears stalk new government, Politico, 15 dicembre 2021. URL consultato il 6 ottobre 2024.
28. ↑  (RO) G.B., "Criza politică s-a terminat, dar celelalte crize nu şi nici problemele nu au dispărut", in Bursa, 25 novembre 2021. URL consultato il 2 aprile 2023.
29. ↑  (RO) Miniștrii noului Guvern Ciolacu au depus jurământul. Iohannis: Cel mai important este să vă străduiți să rezolvați problemele României, in Digi 24, 15 giugno 2023. URL consultato il 3 gennaio 2024.
30. ↑  (RO) Sabina Fati, Analiză: Șansele unei alianțe împotriva AUR. PSD+PNL=PSD?, Deutsche Welle, 12 settembre 2023. URL consultato il 6 ottobre 2024.
31. ↑  (RO) Marile mize ale comasării alegerilor: cum vor PSD și PNL să-și conserve puterea și să taie din elanul AUR și al Dianei Șoșoacă / Toate calculele făcute în culisele partidelor, HotNews, 30 gennaio 2024. URL consultato il 23 maggio 2024.
32. ↑  (EN) Romania's joint electoral list: Strategic move or threat to democracy?, The Parliament, 18 aprile 2024. URL consultato il 22 maggio 2024.
33. ↑  (RO) Andreea Pora, Analiză. Eșecul alianțelor de dreapta și suveraniste. Rezultatul: inflație de candidați, Europa Liberă România, 12 settembre 2024. URL consultato il 6 ottobre 2024.
34. 1 2  (RO) Candidatura Dianei Șoșoacă la prezidențiale, anulată de CCR. Prima reacție a eurodeputatei, in Euronews, 5 ottobre 2024.
35. ↑  (RO) Reacții politice după ce CCR a decis că Șoșoacă nu poate candida la prezidențiale. Ciolacu: Trebuie să prezinte rapid motivarea, Euronews, 6 ottobre 2024. URL consultato il 6 ottobre 2024.
36. 1 2  (RO) Nicolae Ciucă anunță că rupe coaliția de guvernare: PSD are în ADN-ul său abuzul de putere / Rămânem în executiv pentru a împiedica escaladarea abuzurilor, in HotNews, 7 ottobre 2024. URL consultato l'8 ottobre 2024.
37. 1 2  (RO) Motivarea Curții Constituționale. De ce nu a fost lăsată Diana Șoșoacă să candideze la prezidențiale, Europa Liberă România, 7 ottobre 2024. URL consultato il 7 ottobre 2024.
38. ↑  (RO) Mircea Geoană, despre prezidențiale: Până când nu voi fi eliberat din actuala funcție, nu așteptați niciun anunț de la mine, in Digi 24, 10 luglio 2022.
39. 1 2  (RO) Adriana Duțulescu, Surse: Mircea Geoană își pregătește candidatura la prezidențiale, in Digi 24, 6 luglio 2022.
40. ↑  (RO) Deși evită și acum să spună clar dacă va candida la prezidențiale, Mircea Geoană se declară sigur de un lucru, in HotNews, 16 agosto 2024.
41. ↑  (RO) Mircea Geoană își anunță, indirect, o candidatură ca independent la prezidențiale printr-o carte și un plan pentru România, in Digi 24, 21 novembre 2023.
42. ↑  (RO) Mircea Geoană, la Europa FM, despre prezidențialele din 2024: Voi lua o decizie după ce termin la NATO. Contractul meu este până în octombrie, in Europa FM, 24 novembre 2023.
43. ↑  (RO) Mircea Geoană anunță că nu vrea să fie candidatul PSD la prezidențiale: „Va fi anul independenților”, Digi 24, 15 giugno 2024. URL consultato il 6 ottobre 2024.
44. ↑  (RO) Alegeri Prezidențiale 2024 – Profilul candidaților – Mircea Geoană: șanse și dezavantaje, in Issue Monitoring, 11 settembre 2024. URL consultato il 6 ottobre 2024.
45. ↑  (RO) Organizaţia neguvernamentală „România Renaşte” îi cere lui Mircea Geoană să candideze la prezidenţiale, in News.ro, 28 giugno 2024. URL consultato il 6 ottobre 2024.
46. ↑  (RO) Detaliul care arată că Mircea Geoană va candida la alegerile prezidențiale 2024. Cum își apără sloganul de campanie, in Ziare.com, 5 luglio 2024.
47. ↑  (RO) Care este legătura dintre Mircea Geoană și DREPT și ce se ascunde, de fapt, în spatele acestei inițiative: „Deja vorbim despre o asociere a independenților”, in Ziare.com, 4 settembre 2024.
48. ↑  (RO) Cine sunt oamenii de la temelia „partidului lui Geoană”: Planul politic al Partidului D.R.E.P.T. a început cu stângul, in Jurnalul Național, 4 settembre 2024.
49. ↑  (RO) Vlad Gheorghe: DREPT nu este partidul lui Mircea Geoană, nu este „făcut” pentru Mircea Geoană, nu îl susține pe Mircea Geoană / Este platforma juridică pentru ca independenții, partidele mici noi sau cele locale să poată candida, in G4 Media, 9 settembre 2024. URL consultato il 6 ottobre 2024.
50. ↑  (RO) Mircea Geoană și-a anunțat demisia de la NATO. Ce se știe despre candidatura sa la prezidenţiale, in Adevărul, 3 settembre 2024. URL consultato il 4 settembre 2024.
51. ↑  (RO) Mircea Geoană: ”Candidez la președinție pentru că știu că avem nevoie de o schimbare adevărată”, in Pro TV, 11 settembre 2024.
52. ↑  (RO) Mircea Geoană îşi anunţă oficial candidatura pentru Cotroceni, in Europa Liberă România, 11 settembre 2024.
53. 1 2  (RO) Un partid pentru Geoană. Cine sunt oamenii din spatele micii formațiuni politice din Prahova pe listele căreia vor candida oamenii din jurul fostului adjunct de la NATO, in HotNews, 25 settembre 2024.
54. ↑  (RO) Marcel Ciolacu e convins ca PSD va castiga prezidentialele din 2024, in Ziare.com, 24 aprile 2021.
55. ↑  (RO) Alexandru Rafila, întrebat dacă va fi candidatul PSD la prezidențialele din 2024: În viață, nu poți să spui "niciodată", dar cu siguranță nu este obiectivul meu, in G4Media, 4 luglio 2021.
56. ↑  (RO) Prim-vicepresedintele PSD: "Tinta noastra este sa castigam toate alegerile din 2024, inclusiv pe cele prezidentiale", in Ziare.com, 23 maggio 2021.
57. ↑  (RO) Ciolacu, despre o eventuală candidatură a lui Geoană la prezidențiale: "Candidatul trebuie ales de baza partidului", in Digi 24, 6 luglio 2022.
58. ↑  (RO) Pîrvulescu, despre o eventuală susținere a lui Geoană de către PSD: Ar fi un pariu câștigător, tandemul ar fi Geoană-Ciolacu, in Digi 24, 4 luglio 2024.
59. 1 2  (RO) PSD și PNL vor avea candidați proprii la prezidențiale. Numele nu au fost dezvăluite de Ciolacu și Ciucă, in Euronews, 4 giugno 2024.
60. ↑  (RO) Marcel Ciolacu și-a anunţat candidatura la alegerile prezidenţiale, Europa Liberă România, 20 agosto 2024. URL consultato il 6 ottobre 2024.
61. ↑  (RO) Marcel Ciolacu a fost reales președinte PSD și desemnat oficial candidat la alegerile prezidențiale, in Digi 24, 24 agosto 2024.
62. ↑  (RO) Consiliul Național al PNL. Ciucă, votat în unanimitate: „Nu suntem pătați de minciuni. Prima noastră opțiune e o alianță de dreapta”. Atac la USR: Îi așteptăm să se maturizeze / Ciprian Ciucu: Mă tem să nu rămânem la guvernare la mila și cheremul PSD / Boc, elogii la Ciucă / Ilie Bolojan nu a vorbit, in HotNews, 15 settembre 2024.
63. ↑  (RO) George Simion: Avem 10 variante de candidat la alegerile prezidenţiale, in HotNews, 23 luglio 2023.
64. 1 2  (RO) George Simion, desemnat oficial candidatul AUR la prezidențiale. Lansarea candidaturii, organizată imediat după decizie, in HotNews, 15 giugno 2024.
65. ↑  (RO) Barna, întrebat despre o nouă candidatură la prezidențiale: Nu exclud / Ce pot să spun acum cu fermitate este că îmi doresc să am o prezență cât mai consistentă în politica din România și în următorii ani, in G4 Media, 17 aprile 2021.
66. ↑  (RO) Miză majoră pentru Dacian Cioloș: Marile reforme de care depinde candidatura lui la prezidentiale, in G4 Media, 18 febbraio 2021.
67. ↑  (RO) Bogdan Păcurar, Dacian Cioloș: Pentru mine obiectivul în 2024 este să câștigăm alegerile prezidențiale. Evident că sunt dispus să candidez, su digi24.ro, 1º ottobre 2021.
68. ↑  (RO) Drulă: „Sunt un candidat natural pentru Președinția României”, in Digi 24, 9 maggio 2024.
69. ↑  (RO) Elena Lasconi a câștigat șefia USR din primul tur. „Îmi voi depune candidatura pentru preşedinţia României”, in HotNews, 26 giugno 2024. URL consultato il 29 giugno 2024.
70. 1 2  (RO) USR îşi alege azi candidatul la alegerile prezidenţiale. Nicușor Dan a fost invitat la congres: „Rămân partenerul USR”, in Digi 24, 29 giugno 2024. URL consultato il 29 giugno 2024.
71. ↑  (RO) Elena Lasconi, candidată la prezidențiale. USR are un nou Birou Național, in Europa Liberă România, 30 giugno 2024.
72. ↑  (RO) PMP s-a supărat că Elena Lasconi, liderul USR, nu vrea să facă o alianţă electorală, in Newsweek, 7 settembre 2024.
73. ↑  (RO) Ludovic Orban candidează la alegerile prezidențiale 2024: „O obligație morală pe care o am față de cetățenii români”, in Europa FM, 16 settembre 2024.
74. ↑  (RO) A fost constituită Alianţa Forţelor de Dreapta. Din ce partide e formată / Ludovic Orban – candidatul la prezidenţiale, in HotNews, 5 ottobre 2024.
75. ↑  (RO) Orban si Tomac au depus la BEC semnaturile pentru Alianta Fortelor de Dreapta, in Agerpres, 14 ottobre 2024.
76. 1 2  (RO) Ludovic Orban și-a depus candidatura pentru alegerile prezidențiale: E o candidatură firească, încununarea unei cariere de peste 33 de ani, in Euronews, 5 ottobre 2024.
77. 1 2 3  (EN) Romanian center-right presidential candidate withdraws to support reformist leader Elena Lasconi, su romania-insider.com, 19 novembre 2024. URL consultato il 24 dicembre 2024.
78. ↑  (RO) Fost șef SIE, candidat la Cotroceni. Silviu Predoiu a făcut anunțul oficial, in Evenimentul zilei, 23 marzo 2024. URL consultato il 27 ottobre 2024.
79. ↑  (RO) Sebastian Popescu, desemnat candidatul Partidului Noua Românie la alegerile prezidențiale din 2024, su partidulnouaromanie.ro, Partito Nuova Romania, 20 aprile 2024. URL consultato il 14 ottobre 2024.
80. ↑  (RO) Ana Birchall candidează la președinție. „Vreau să înlătur din fruntea țării nedreptățile. Sunt pregătită”, in Digi 24, 18 giugno 2024. URL consultato il 27 ottobre 2024.
81. 1 2  (RO) O nouă candidatură oficială la PREZIDENȚIALE. Cristian Diaconescu vrea să transforme politica externă într-o temă de siguranță națională, Gândul, 8 agosto 2024. URL consultato il 27 ottobre 2024.
82. 1 2  (RO) Cristian Terheș își lansează candidatura la prezidențiale duminică, în concurență cu George Simion și anunță un nou ”pol suveranist”, in G4 Media, 31 agosto 2024. URL consultato il 15 ottobre 2024.
83. 1 2  (RO) Cristian Terheş a „trădat” AUR. Va candida la prezidenţiale, in Cotidianul, 1º settembre 2024. URL consultato il 15 ottobre 2024.
84. ↑  (RO) Călin Georgescu și-a anunțat candidatura la președinție: A venit vremea să înțelegem că drepturile națiunii române sunt veșnice, in Ziarul Evenimentul, 3 settembre 2024. URL consultato il 27 ottobre 2024.
85. ↑  (RO) UDMR și-a anunțat candidatul pentru alegerile prezidențiale, in HotNews, 6 settembre 2024.
86. ↑  (RO) Alexandra Păcuraru, fiica penalului care controlează Realitatea Plus, care susținea că Zelenski a otrăvit un român, vrea la Cotroceni, in defapt.ro, 17 settembre 2024. URL consultato il 27 ottobre 2024.
87. ↑  (RO) Diana Șoșoacă își anunță candidatura pentru alegerile prezidențiale: „M-am săturat de mizeria la care am asistat”, in Adevărul, 21 giugno 2024.
88. ↑  (RO) Diana Şoşoacă și-a anunțat candidatura la alegerile prezidenţiale: „Nu veţi scăpa de mine”, in Digi 24, 25 giugno 2024.
89. 1 2 3  (RO) Cum motivează CCR respingerea candidaturii Dianei Șoșoacă la alegerile prezidențiale: Trebuie să îndeplinească condițiile din jurământul de credință și înainte să jure, in HotNews, 7 ottobre 2024.
90. ↑  (RO) Motivul absolut halucinant al respingerii candidaturii lui Miron Cozma la prezidențiale. BEC a pronunțat decizia, Pro TV, 3 ottobre 2024. URL consultato il 27 ottobre 2024.
91. ↑  (RO) Miron Cozma, la BEC cu liste de semnături ”expirate”: Nu scrie nicăieri asta, DC News, 3 ottobre 2024. URL consultato il 27 ottobre 2024.
92. ↑  (RO) Prezidentiale2024/BEC: Ana Birchall si-a depus candidatura independenta la prezidentiale, in Agerpres, 4 ottobre 2024.
93. ↑  (RO) Înregistrarea candidaturilor pentru alegerile prezidenţiale 2024 se încheie azi. 11 candidaţi s-au înscris până acum, in Digi 24, 5 ottobre 2024.
94. ↑  (RO) Nicolae Ciucă și-a depus candidatura pentru alegerile prezidențiale: „România are nevoie de o viziune de dreapta” / „PNL vine cu un proiect pentru familie, comunitate și țară”, in G4 Media, 2 ottobre 2024.
95. ↑  (RO) Comunicat de presa (PDF), su prezidentiale2024.bec.ro, BEC, 4 ottobre 2024.
96. ↑  (RO) Mircea Geoana si-a depus candidatura pentru alegerile prezidentiale la Biroul Electoral Central, in Mediafax, 3 ottobre 2024.
97. ↑  (RO) Călin Georgescu, candidat independent la Preşedinţia României, şi-a depus candidatura la Biroul Electoral Central, in Pro TV, 1º ottobre 2024.
98. ↑  (RO) Kelemen Hunor a venit pe motocicletă la BEC ca să își depună candidatura la alegerile prezidențiale, in G4 Media, 2 ottobre 2024.
99. ↑  (RO) Elena Lasconi își depune candidatura pentru alegerile prezidențiale: „În două luni putem să ieșim din această fraudă morală a guvernării socialiste din ultimii 30 de ani”, in G4 Media, 1º ottobre 2024.
100. 1 2 3  (RO) Comunicat de presa (PDF), su prezidentiale2024.bec.ro, BEC, 5 ottobre 2024.
101. ↑  (RO) George Simion și-a depus la BEC candidatura pentru prezidențiale, in Antena 3, 30 settembre 2024.
102. ↑  (RO) Cristian Vasile Terhes si-a depus candidatura la BEC pentru functia de presedinte al Romaniei, in Mediafax, 4 ottobre 2024.
103. ↑  (RO) Mircea Geoană și-a anunțat candidatura la Președinție: „Nu suntem perfecți, dar știți ce putem face? Să muncim”, in HotNews, 11 settembre 2024. URL consultato il 29 ottobre 2024.
104. ↑  (RO) Mircea Geoană, atac la liderii PSD și PNL în primul interviu după ce și-a anunțat candidatura: „Eu am avut curajul să îl înfrunt pe Ion Iliescu la congresul PSD”, in HotNews, 11 settembre 2024. URL consultato il 29 ottobre 2024.
105. ↑  (RO) Mircea Geoană, față în față cu Andreea Esca: Am un angajament. Nu voi numi niciun ministru și niciun Guvern fără negocieri, in Pro TV, 11 settembre 2024. URL consultato il 29 ottobre 2024.
106. ↑  (RO) Mircea Geoană și-a lansat programul politic „Angajamentul pentru România: Schimbarea adevărată pentru un deceniu al renașterii naționale”, in Libertatea, 8 ottobre 2024. URL consultato il 29 ottobre 2024.
107. 1 2 3 4 5 6 7 8 9 10 11 12 13 14 15 16 17 18 19 20 21 22 23 24  (RO) Planurile pentru țară ale candidaților la președinție. Ce puncte au în comun și ce îi diferențiază, in Adevărul, 24 ottobre 2024. URL consultato il 29 ottobre 2024.
108. 1 2  (RO) ANGAJAMENTUL MEU PENTRU ROMÂNIA, su mirceageoana.ro, Sito ufficiale di Mircea Geoană. URL consultato il 29 ottobre 2024.
109. 1 2 3 4 5 6 7 8 9 10  (RO) De la impozitare în funcție de familie până la taxa pe muncă - Oferta fiscală săracă a candidaților care vor să ajungă președintele României, in Profit.ro, 29 ottobre 2024. URL consultato il 29 ottobre 2024.
110. ↑  (RO) Mircea Geoană despre rezultatul vizitei sale private la Moscova, în 2009: „N-am câștigat Președinția României, deci niciunul”, in Europa Liberă România, 17 ottobre 2024. URL consultato il 29 ottobre 2024.
111. ↑  (RO) Dezbaterea prezidențială Antena 3 CNN. Mircea Geoană, despre acuzațiile lui Lasconi: „Miroase a Petrov”, in Antena 3, 29 ottobre 2024. URL consultato il 29 ottobre 2024.
112. ↑  (RO) Geoană a dezvăluit cu cine se sfătuiește în timpul campaniei: „Cine m-a ajutat va rămâne în echipa mea pentru mulți ani”, in Digi 24, 24 ottobre 2024. URL consultato il 29 ottobre 2024.
113. 1 2  (RO) Geoană, după ancheta privind legăturile unui coordonator al campaniei sale cu un om de afaceri rus, propagandist al Moscovei, in News.ro, 3 ottobre 2024. URL consultato il 29 ottobre 2024.
114. ↑  (RO) Marcel Ciolacu și-a început campania electorală strângând semnături în Piața Obor: „Nu am primit cartea lui Nicolae Ciucă”, in Antena 3, 11 settembre 2024. URL consultato il 29 ottobre 2024.
115. 1 2  (RO) Marcel Ciolacu și-a lansat programul politic „Proiectul de țară”: „Sunt pregătit să fiu președintele tuturor românilor”, in Libertatea, 21 ottobre 2024. URL consultato il 29 ottobre 2024.
116. 1 2 3  (RO) Ciolacu și-a lansat oficial candidatura pentru Cotroceni: Nu vreau să fiu un preşedinte care luptă să distrugă un partid / Voi pune interesele economice pe primul loc în relaţiile externe, in HotNews, 20 ottobre 2024. URL consultato il 29 ottobre 2024.
117. 1 2 3 4 5 6 7 8 9 10 11  (RO) DOCUMENT Ciolacu propune investiţii publice de 155 de miliarde de euro în următorii 5 ani. Măsuri propuse: prelungirea vieții active, programul card pentru familia numeroasă, in HotNews, 20 ottobre 2024. URL consultato il 29 ottobre 2024.
118. 1 2 3 4 5 6 7 8  (RO) DOCUMENT Ce prevede „programul pentru țară” al lui Marcel Ciolacu, candidat PSD la prezidențiale: „Să trecem de la o economie bazată pe consum din import la o economie care crește prin investiții în industrie, producție internă și export. Propun investiții publice de 155 miliarde euro în următorii 5 ani”, in Economedia, 20 ottobre 2024. URL consultato il 29 ottobre 2024.
119. 1 2 3 4  (RO) Calea sigură pentru România (PDF), su psd.ro, Sito ufficiale del PSD. URL consultato il 29 ottobre 2024.
120. ↑  (RO) Programul lui Marcel Ciolacu, noutatea absolută: construcția de cămine studențești devine prioritate națională, in Digi 24, 21 ottobre 2024. URL consultato il 29 ottobre 2024.
121. 1 2  (RO) Ciolacu a prezentat programul de guvernare PSD și se anunță un preşedinte incomod: „Uitaţi de terenurile confortabile de golf”, in Digi 24, 29 ottobre 2024. URL consultato il 29 ottobre 2024.
122. ↑  (RO) Marcel Ciolacu, la dezbaterea Antena 3 CNN: Cum să fac blat cu Simion? Pe mine m-a înjurat cel mai mult. Trăgea de ușa biroului meu, in Antena 3, 30 ottobre 2024. URL consultato il 31 ottobre 2024.
123. ↑  (RO) VIDEO Ce a răspuns Marcel Ciolacu când a fost întrebat de HotNews care sunt relațiile lui cu serviciile secrete / Atac dur la Iohannis: Nu poți să faci jocuri meschine cu mine, in HotNews, 26 settembre 2024. URL consultato il 29 ottobre 2024.
124. ↑  (RO) Marcel Ciolacu a semnat, la dezbaterea Antena 3 CNN, că nu va numi niciodată un premier de la AUR dacă va câștiga alegerile, in Antena 3, 30 ottobre 2024. URL consultato il 31 ottobre 2024.
125. 1 2 3 4 5 6 7 8 9 10  (RO) Nicolae Ciucă și-a lansat programul „România prosperă și sigură”. Ce propune candidatul PNL la alegerile prezidențiale, in Digi 24, 23 ottobre 2024. URL consultato il 29 ottobre 2024.
126. ↑  (RO) Prioritățile mele, su nicolaeciuca.ro, Sito ufficiale di Nicolae Ciuca. URL consultato il 30 ottobre 2024.
127. 1 2 3 4  (RO) Programul candidatului la Preşedinţie Nicolae Ciucă – „România prosperă şi sigură”, in Cotidianul, 24 ottobre 2024. URL consultato il 29 ottobre 2024.
128. ↑  (RO) Dan Motreanu, şef de campanie al PNL la alegerile prezidenţiale / Primarul Sectorului 6, Ciprian Ciucu, numir director executiv al campaniei, in News.ro, 24 ottobre 2024. URL consultato il 29 ottobre 2024.
129. ↑  (RO) Ciprian Ciucu și Dan Motreanu coordonează campania prezidențială a PNL, in Adevărul, 25 ottobre 2024. URL consultato il 29 ottobre 2024.
130. 1 2  (RO) Nicolae Ciucă, la dezbaterea Antena 3 CNN. Mesaj pentru Lasconi: Unde nu se pricepe, să nu se bage, in Antena 3, 28 ottobre 2024. URL consultato il 29 ottobre 2024.
131. ↑  (RO) Nicolae CIUCĂ își lansează programul PREZIDENȚIAL / „România are nevoie de un PREȘEDINTE adevărat” / „Nu mai există niciun fel de ÎNCREDERE în PSD”, in Gândul, 23 ottobre 2024. URL consultato il 29 ottobre 2024.
132. ↑  (RO) Planul lui George SIMION pentru România / Președintele AUR prezintă programul de candidat la PREZIDENȚIALE / „Ce fel de președinte va fi George?”, in Gândul, 27 giugno 2024. URL consultato il 29 ottobre 2024.
133. 1 2 3 4 5 6  (RO) Programul politic al lui George Simion pentru prezidentiale, in Agerpres, 27 giugno 2024. URL consultato il 29 ottobre 2024.
134. 1 2 3 4 5 6 7 8 9 10 11  (RO) Liderul AUR a prezentat „Planul Simion”, proiectul de candidat la prezidenţiale / Simion face contract cu toţi românii că, în cazul în care nu îndeplineşte toate promisiunile, demisionează din funcţia de preşedinte al României, in News.ro, 27 giugno 2024. URL consultato il 29 ottobre 2024.
135. 1 2  (RO) „Planul Simion” – o păcăleală electorală cât casa? Experții spun că da, AUR jură că nu. Ce am găsit la sediul partidului când am semnat al 15.451-lea contract, in Europa Liberă România, 25 luglio 2024. URL consultato il 29 ottobre 2024.
136. 1 2 3 4 5  (RO) Planul Simion, su planulsimion.ro, Sito ufficiale di George Simion. URL consultato il 29 ottobre 2024.
137. ↑  (RO) VIDEO Răspunsul lui George Simion când a fost întrebat: „Credeți în știință?”, in HotNews, 24 ottobre 2024. URL consultato il 29 ottobre 2024.
138. ↑  (RO) USR a dat startul campaniei de strângere de semnături pentru alegerile prezidențiale și parlamentare, in USR, 8 settembre 2024. URL consultato il 29 ottobre 2024.
139. 1 2 3 4 5 6  (RO) O Românie pentru toți, nu doar pentru unii!, su elenalasconi.ro, Sito ufficiale di Elena Lasconi. URL consultato il 29 ottobre 2024.
140. ↑  (RO) VIDEO Elena Lasconi, la HotNews: Să fiu controversată că port o cruce la gât este exagerat / Domnul Ciucă a fost foarte nepoliticos și fără cuvânt / PMP, Forța Dreptei și REPER au vrut doar locuri eligibile la parlamentare, in HotNews, 3 ottobre 2024. URL consultato il 29 ottobre 2024.
141. 1 2  (RO) Prima dezbatere prezidenţială, la Antena 3 CNN. Lasconi nu a ştiut să spună cine face parte din Consiliul de Securitate al ONU şi CSAT, in Antena 3, 27 ottobre 2024. URL consultato il 29 ottobre 2024.
142. ↑  (RO) Interviul integral cu Elena Lasconi: Anticorupția e proiectul meu / În România există un război real, influența rusească / Voi avea în jurul meu oameni mai deștepți decât mine, oameni care sunt specializați / Ținta USR la parlamentare e 15%, in G4 Media, 28 ottobre 2024. URL consultato il 29 ottobre 2024.
143. 1 2 3 4  (RO) Lasconi: Lupta anticorupție e proiectul meu și mai vreau să scot politicul din instituțiile statului / Ciolacu și Ciucă sunt protejații lui Iohannis / AUR și SOS sunt oamenii rușilor / Ținta USR la parlamentare e 15%, in B1 TV, 29 ottobre 2024. URL consultato il 29 ottobre 2024.
144. 1 2  (RO) USR, Cum poate România să relanseze economia: Viziunea economică a Elenei Lasconi și USR, 23 ottobre 2024. URL consultato il 29 ottobre 2024.
145. ↑  (RO) Promisiuni electorale la PSD și USR: Deduceri fiscale și taxări în funcție de numărul de copii, in HotNews, 11 ottobre 2024. URL consultato il 29 ottobre 2024.
146. ↑  (RO) „Viața autentică de la țară”, un ideal pe care Elena Lasconi ni-l vinde în loc de idei de președinte. O face pentru că mutarea la sat e un fenomen / Realitatea din spate, in HotNews, 13 settembre 2024. URL consultato il 29 ottobre 2024.
147. ↑  (RO) Probleme pentru Elena Lasconi. Managerul de campanie și-a dat demisia, in România liberă, 26 settembre 2024. URL consultato il 29 ottobre 2024.
148. ↑  (RO) Cristian Seidler, coordonatorul campaniei USR: Sunt sigur că Elena Lasconi ajunge în turul 2 al alegerilor prezidențiale - Video, in Spotmedia, 23 ottobre 2024. URL consultato il 29 ottobre 2024.
149. ↑  (RO) Mișcare controversată în USR: Cristian Seidler este noul șef de CAMPANIE, în ciuda retragerii acestuia de pe listele parlamentare, in Gândul, 30 settembre 2024. URL consultato il 29 ottobre 2024.
150. ↑  (RO) Elena Lasconi rămâne fără manager de campanie cu 2 luni înainte de primul tur al alegerilor prezidențiale. Lucian Stanciu Viziteu și-a dat demisia, in HotNews, 26 settembre 2024. URL consultato il 29 ottobre 2024.
151. ↑  (RO) Lasconi are un nou consultant politic, plătit cu 6.000 euro/lună, in PS News, 23 agosto 2024. URL consultato il 29 ottobre 2024.
152. ↑  (RO) Cioloș și REPER își anunță sprijinul pentru Elena Lasconi: „Trei duminici la vot sau 30 de de ani în întuneric”, in HotNews, 21 novembre 2024. URL consultato il 22 novembre 2024.
153. 1 2  (RO) Orban: USR-istii sunt singuri, de capul lor; Geoana nu este independent, ci candidat PSD de tip iepure, in Agerpres, 26 ottobre 2024. URL consultato il 29 ottobre 2024.
154. 1 2  (RO) Ce promite Ludovic Orban dacă ajunge la Cotroceni: ”Reforme cu care să deranjăm cuiburile de viespi”, in Ziare.com, 2 novembre 2024. URL consultato il 2 novembre 2024.
155. 1 2  (RO) Dezbaterea președinților la Digi 24: Orban se retrage și o susține pe Lasconi. Geoană, atac la șefa USR. Principalele teme discutate, in Digi 24, 18 novembre 2024. URL consultato il 19 novembre 2024.
156. ↑  (RO) Kelemen Hunor, candidat la alegerile prezidențiale 2024. CV, studii, funcții, avere, familie, in Antena 3, 29 ottobre 2024. URL consultato il 29 ottobre 2024.
157. ↑  (RO) Kelemen Hunor, la HotNews: Ciucă și Ciolacu să rezolve problemele legate de banii din PNRR. Ce fac ei dăunează grav sănătății / Trei scenarii de guvernare după alegeri / Lasconi spune foarte multe lucruri trăsnite în această campanie, in HotNews, 16 ottobre 2024. URL consultato il 29 ottobre 2024.
158. 1 2 3  (RO) Programul rațiunii, su bunsimt.udmr.ro, Sito ufficiale dell'Unione Democratica Magiara di Romania. URL consultato il 29 ottobre 2024.
159. ↑  (RO) Candidatul UDMR la alegerile prezidenţiale, Kelemen Hunor, lansează Programul Raţiunea Salvează Naţiunea, in News.ro, 4 novembre 2024. URL consultato il 10 novembre 2024.
160. ↑  (RO) Kelemen Hunor lansează Programul Raţiunea Salvează Naţiunea: Eliminarea taxelor inutile și introducerea salariului bazat pe performanţă, in Anteana 3, 4 novembre 2024. URL consultato il 10 novembre 2024.
161. ↑  (RO) Cristian Diaconescu îşi va lansa oficial candidatura pentru Preşedinţia României şi programul electoral, la Iaşi, in G4 Media, 12 ottobre 2024. URL consultato il 29 ottobre 2024.
162. ↑  (RO) ROMÂNIA RESPECTATĂ, su cristiandiaconescu.ro, Sito ufficiale Cristian Diaconescu. URL consultato il 29 ottobre 2024.
163. ↑  (RO) Partidul care îl susține pe Cristian Diaconescu în cursa pentru Cotroceni. ”Cerem o campanie curată și în limitele bunului simt”, in Fanatik, 28 ottobre 2024. URL consultato il 9 novembre 2024.
164. ↑  (RO) VIDEO Ce a spus Cristian Diaconescu, întrebat dacă se retrage și în favoarea cui, în condițiile în care gestul ar putea fi decisiv pentru turul II / De ce candidați a spus că se simte apropiat, in HotNews, 31 ottobre 2024. URL consultato il 31 ottobre 2024.
165. ↑  (RO) Călin Georgescu pentru Președinte – România la un nou început!, su calingeorgescupresedinte.ro, Sito ufficiale Călin Georgescu. URL consultato il 29 ottobre 2024.
166. ↑  (RO) Călin Georgescu, „HRANĂ, APĂ, ENERGIE” O întoarcere la rădăcinile neamului românesc (PDF), su pamantulstramosesc.ro. URL consultato il 5 novembre 2024.
167. ↑  (RO) Călin Georgescu: Aș negocia cu oricine. Chiar și cu Putin, in Cotidianul, 10 ottobre 2024. URL consultato il 29 ottobre 2024.
168. ↑  (FR) Élection présidentielle en Roumanie : le candidat prorusse en tête du premier tour, in Le Figaro, 24 novembre 2024.
169. ↑  (RO) Călin Georgescu spune că va opri ajutorul militar pentru Kiev și că România nu trebuie să respecte angajamentul NATO, într-un interviu pentru Reuters, in HotNews, 4 dicembre 2024.
170. ↑  (RO) Cine este Călin Georgescu, surpriza alegerilor prezidențiale 2024 turul 1. E primul calificat în finală, in HotNews, 25 novembre 2024. URL consultato il 25 novembre 2024.
171. ↑  (RO) Cum a crescut în sondaje Călin Georgescu printr-o strategie de promovare pe TikTok: Val de tag-uri care i-au adus zeci de mii de urmăritori și sute de mii de vizualizări noi, in G4 Media, 24 novembre 2024. URL consultato il 25 novembre 2024.
172. ↑  (RO) Cine este Călin Georgescu, candidatul-surpriză din primul tur al alegerilor prezidențiale 2024, in Euronews, 24 novembre 2024. URL consultato il 25 novembre 2024.
173. ↑  (FR) Qui est Călin Georgescu ? Visage TikTok de l’extrême droite en Roumanie, in Le Grand Continent, 25 novembre 2024.
174. ↑  (RO) Cum a crescut în sondaje Călin Georgescu printr-o strategie de promovare pe TikTok: Val de tag-uri care i-au adus zeci de mii de urmăritori și sute de mii de vizualizări noi, in G4 Media, 24 novembre 2024.
175. ↑  (FR) Roumanie : qui est Călin Georgescu, vainqueur du premier tour de la présidentielle ?, in Euronews, 25 novembre 2024.
176. ↑  (RO) Se întâmplă ceva ciudat cu acest Călin Georgescu pe TikTok, in RFI, 24 novembre 2024.
177. ↑  (FR) Campagne TikTok, prorusse… qui est Calin Georgescu, le candidat qui a créé la surprise à la présidentielle roumaine ?, in Le Parisien, 25 novembre 2024.
178. ↑  (FR) Calin Georgescu, l'outsider d'extrême droite qui pourrait devenir le nouveau président de la Roumanie, in Zonebourse, 25 novembre 2024.
179. ↑  (FR) Roumanie : qui est Călin Georgescu, ce candidat pro russe, en tête de la présidentielle ?, in RTL, 25 novembre 2024.
180. ↑  (FR) Qui est Calin Georgescu, candidat prorusse, arrivé en tête du premier tour de la présidentielle en Roumanie ?, in Franceinfo, 25 novembre 2024.
181. 1 2  (RO) Ce sunt boții și ce fac ei. Călin Georgescu e acuzat că i-a folosit din plin ca să câștige primul tur al alegerilor prezidențiale, in Libertatea, 26 novembre 2024.
182. ↑  (RO) Cine e Călin Georgescu, marea surpriză a alegerilor. Îl face TikTok președinte?, in Spotmedia, 25 novembre 2024.
183. ↑  (FR) PORTRAIT. Qui est Călin Georgescu, candidat pro russe, en tête de la présidentielle en Roumanie ?, in Ouest France, 25 novembre 2024.
184. ↑  (RO) Decizie fără precedent a BEC: Călin Georgescu, candidat la alegerile prezidenţiale, trebuie să șteargă toate materialele de promovare online, in RFI, 21 novembre 2024.
185. ↑  (RO) Ana Presedinte, su anapresedinte.ro, Sito ufficiale di Ana Birchall. URL consultato il 29 ottobre 2024.
186. ↑  (RO) Proiectul de țară, su adnromania.ro, Sito ufficiale di ADN. URL consultato il 5 novembre 2024.
187. ↑  (RO) Program electoral, su sebastianpopescu.ro, Sito ufficiale di Sebastian Popescu. URL consultato il 29 ottobre 2024.
188. ↑  (RO) Portrete de candidați la președinție. Cine sunt Cristian Terheș, Alexandra Păcuraru, Silviu Predoiu, Călin Georgescu și Sebastian Popescu, in Euronews, 18 ottobre 2024. URL consultato il 29 ottobre 2024.
189. ↑  (RO) România în prim-PLAN, su silviupredoiu.ro, Sito ufficiale di Silviu Predoiu. URL consultato il 29 ottobre 2024.
190. ↑  (RO) Prima dezbatere televizată dintre candidații la alegerile prezidențiale. Cine sunt cei care se vor confrunta în direct luni seară, in Ziare.com, 18 novembre 2024. URL consultato il 19 novembre 2024.
191. ↑  (RO) Marcel Ciolacu și Nicolae Ciucă nu vin la dezbaterea candidaților la președinția României, in Libertatea, 18 novembre 2024. URL consultato il 19 novembre 2024.
192. ↑  (RO) REACȚIE RAPIDĂ: Ciolacu și Ciucă au fost separat la o dezbatere USL la Antena 3 CNN, in HotNews, 18 novembre 2024. URL consultato il 19 novembre 2024.
193. ↑  (RO) Dezbatere Antena 3 CNN. Ciolacu: „99% nu voi intra cu Simion în turul 2”. Ciucă: „Românii să nu caute candidatul ideal, el nu există”, in Antena 3, 18 novembre 2024. URL consultato il 19 novembre 2024.
194. ↑  (RO) Marcel Ciolacu și Nicolae Ciucă, dezbaterea momentului. Liderii PSD și PNL se întrec în acuzații. „Ciucă a avut o șansă, dar eu am fost mai rapid”, in Romania TV, 18 novembre 2024. URL consultato il 19 novembre 2024.
195. ↑  (RO) AUR îl va susține pe Călin Georgescu în turul II, in Europa Libera Romania, 25 novembre 2024.
196. ↑  (RO) George Simion, despre Călin Georgescu: „Sunt foarte bucuros că în turul doi ajunge un suveranist. I-am transmis felicitări”, in Libertatea, 25 novembre 2024.
197. ↑  (RO) AUR îl susține pe Călin Georgescu, deși în urmă cu doi ani se delimita de el după ce a făcut propagandă legionară, in Digi 24, 26 novembre 2024.
198. ↑  (RO) Şoşoacă spune că-l susține pe Călin Georgescu doar dacă o să fie numită prim-ministru, in G4 Media, 25 novembre 2024.
199. ↑  (RO) Susținere pentru Călin Georgescu: Fosta contracandidată Alexandra Păcuraru cere vot anti-sistem, anti-trădători și anti-sclavagism, in Stiri pe surse, 26 novembre 2024.
200. ↑  (RO) Ce este POT, partidul care l-a susținut pe Călin Georgescu și care a a crescut în tendințele Google și pe rețelele de socializare, in Libertatea, 28 novembre 2024.
201. ↑  (RO) Pagina Facebook di Aurelian Pavelescu (Partito Nazionale Contadino Cristiano Democratico), su facebook.com, 26 novembre 2024.
202. ↑  (RO) Pagina Facebook del Partidul Socialist Roman, su facebook.com, 28 novembre 2024.
203. ↑  (RO) Acum este momentul patrioților! Partidul Patrioții Poporului Român (PPR) salută victoria lui Călin Georgescu, in Patrioti del Popolo Rumeno, 25 novembre 2024.
204. ↑  (RO) Pagina Facebook del Partidul Neamul Românesc, su facebook.com, 28 novembre 2024.
205. ↑  (RO) Pagina Facebook di Cosmin Vatafu (Blocco Sovranista Romeno), su facebook.com, 28 novembre 2024.
206. ↑  (RO) Kelemen Hunor: UDMR decide în 2 decembrie pe cine susţine în turul al doilea, in G4 Media, 24 novembre 2024.
207. ↑  (RO) UDMR și-a anunțat susținerea pentru Elena Lasconi: „Nu vom susţine niciodată pe nimeni care este asociat ideologiilor fasciste, legionare”, in G4 Media, 2 dicembre 2024.
208. ↑  (RO) Ilie Bolojan: Am decis ca PNL să susțină fără nici un fel de negociere candidatura Elenei Lasconi în turul 2 al alegerilor prezidențiale, in G4 Media, 25 novembre 2024.
209. ↑  (RO) Lasconi, sustinere din partea Forta Dreptei, PMP si Reper, in Mediafax, 26 novembre 2024.
210. ↑  (RO) Încă un partid anunță că o susține pe Elena Lasconi în cursa prezidențială. „Batem extremismul”, in Pro TV, 26 novembre 2024.
211. ↑  (RO) Vlad Gheorghe, liderul partidului DREPT, face apel la susținerea Elenei Lasconi / Cere demisia șefilor serviciilor secrete, in G4 Media, 26 novembre 2024.
212. ↑  (DE) Pagina Facebook del FDGR, su facebook.com, 26 novembre 2024.
213. ↑  (RO) Mircea Geoană o susține pe Elena Lasconi în turul 2. „Nicu şi Marcel culeg ce au semănat”, in Digi 24, 26 novembre 2024.
214. ↑  (RO) Mihai Tudose: PSD decide după parlamentare pe cine susţine pentru turul doi al prezidenţialelor, in Euronews, 26 novembre 2024.
215. ↑  (RO) Marcel Ciolacu: ”Oamenii vor decide singuri ce este mai bine în 8 decembrie”, in RFI, 2 dicembre 2024.
216. ↑  (RO) Ciolacu: O voi sprijini pe Elena Lasconi în cel de-al doilea tur al alegerilor prezidențiale, in G4 Media, 4 dicembre 2024.
217. 1 2 3 4  (RO) Gigi Becali spune că Victor Hrebenciuc i-a zis că George Simion trebuie "băgat" în turul doi, in Euractiv, 23 ottobre 2024. URL consultato l'8 novembre 2024.
218. 1 2  (RO) Șeful PNL Iași spune că are "noi dovezi" potrivit cărora “Planul Hrebenciuc” merge mai departe, in Euractiv, 30 ottobre 2024. URL consultato l'8 novembre 2024.
219. ↑  (RO) Geoană și rușii. Șef de campanie pentru adjunctul NATO, partener de afaceri cu un propagandist care-l admiră pe Putin, in Context.ro, 1º ottobre 2024. URL consultato il 29 ottobre 2024.
220. 1 2  (RO) CNSAS: Silviu Predoiu, fost nr.2 în SIE, a fost ofițer al Centrului de Informații Externe din Securitate, între 1987 și 1989. Avea numele de serviciu „Pumnea”, in HotNews, 16 ottobre 2024. URL consultato il 29 ottobre 2024.
221. ↑  (RO) Scandal în AUR. Un deputat acuză conducerea că cere bani pentru locurile eligibile la parlamentare. George Simion: „Și domnul Becali a plătit, toți au plătit”. Surse: Claudiu Târziu s-a opus sistemului, in HotNews, 17 ottobre 2024. URL consultato il 29 ottobre 2024.
222. ↑  (RO) AUR „a devenit un partid falit, cu zero lei în conturi”, acuză un fost membru al formațiunii, in HotNews, 27 ottobre 2024. URL consultato il 29 ottobre 2024.
223. ↑  (RO) Simion confirmă că le-a cerut 60.000 de euro candidaţilor AUR la parlamentare: „Aşa este conceput sistemul electoral din România”, in Digi 24, 22 ottobre 2024. URL consultato il 29 ottobre 2024.
224. ↑  (RO) George Becali: „Eu am vorbit și cu Hrebenciuc. Și mi-a zis: «Măi, nea Gigi, haide să îl băgăm pe Simion în turul doi.» Am zis bine, hai să îl băgăm” / Becali candidează la Camera Deputaților pe lista AUR, pe locul doi, după George Simion, in G4 Media, 22 ottobre 2024. URL consultato l'8 novembre 2024.
225. ↑  (RO) ÎNTREBAREA SĂPTĂMÂNII: Este schema Hrebenciuc un pericol real în alegerile prezidențiale?, in Digi 24, 28 ottobre 2024. URL consultato l'8 novembre 2024.
226. ↑  (RO) Remus Pricopie: Planul Hrebenciuc a apărut în spațiul public odată cu decizia CCR de a elimina un candidat, presupunând că votanții Dianei Șoșoacă s-ar îndrepta către George Simion. Și aici lucrurile sunt discutabile, in Europa FM, 29 ottobre 2024. URL consultato l'8 novembre 2024.
227. ↑  (RO) Nicolae Ciucă: Planul Hrebenciuc vizează crearea unei majorități iliberale, după modelul Viktor Orban, cu un stat controlat de sus până jos de PSD și AUR, in G4 Media, 28 ottobre 2024. URL consultato l'8 novembre 2024.
228. 1 2  (RO) Elena Lasconi îl numește pe „șeful diviziei de hackeri” cu care s-ar fi întâlnit Mircea Geoană și publică imagini, in HotNews, 29 ottobre 2024. URL consultato l'8 novembre 2024.
229. ↑  (RO) Mircea Geoană îi solicită lui Marcel Ciolacu să facă public de unde a obținut informația despre ferma de troli: „Abuz de putere”, in HotNews, 31 ottobre 2024. URL consultato l'8 novembre 2024.
230. ↑  (RO) Nicolae Ciucă anunță că va solicita comisie parlamentară care să identice realitatea privind ferma de troli în cazul acuzațiilor aduse lui Geoană, in HotNews, 30 ottobre 2024. URL consultato l'8 novembre 2024.
231. 1 2  (RO) Mircea Geoană, după ce ministrul Digitalizării a anunțat că a descoperit zeci de conturi: „Nu există ferme de troli în România, este clar”, in HotNews, 7 novembre 2024. URL consultato l'8 novembre 2024.
232. 1 2  (RO) George Simion, acuzat că s-a întâlnit cu ofițeri ai serviciilor secrete rusești. Cum se apără candidatul AUR, in Digi 24, 12 novembre 2024. URL consultato il 14 novembre 2024.
233. ↑  (RO) Ciolacu îi răspunde lui Ciucă: Nu am primit informații că Simion ar fi spion rus sau s-ar fi întâlnit cu spioni, in Digi 24, 13 novembre 2024. URL consultato il 14 novembre 2024.
234. ↑  (RO) Marcel Ciolacu: George Simion nu este spion rus / Premierul anunță că a făcut o cerere către SIE, in HotNews, 14 novembre 2024. URL consultato il 14 novembre 2024.
235. ↑  (RO) De ce are George Simion interdicție în Ucraina. Guvernul a publicat răspunsul autorităților de la Kiev: „Activități anti-ucrainene sistematice”, in HotNews, 15 novembre 2024. URL consultato il 19 novembre 2024.
236. ↑  (RO) Afacerea Ciolacu și Nordis: de ce patronii unei companii nu pot să folosească banii firmei ca să se plimbe cu avionul la Formula 1, alături de prietenii lor politicieni, in HotNews, 19 novembre 2024. URL consultato il 19 novembre 2024.
237. ↑  (RO) Dovada că liderii PSD Marcel Ciolacu, Grindeanu, Simonis și Laura Vicol au zburat cu jetul privat închiriat de Nordis, in G4 Media, 18 novembre 2024. URL consultato il 19 novembre 2024.
238. ↑  (EN) Real estate scandal Nordis gets political dimension in Romania ahead of elections, in Romania Insider, 19 novembre 2024. URL consultato il 19 novembre 2024.
239. ↑  (RO) Marcel Ciolacu, reacție în scandalul zborurilor plătite de Nordis: „Nu am văzut până acum un astfel de document”, in Digi 24, 18 novembre 2024. URL consultato il 19 novembre 2024.
240. 1 2  (RO) Ultimele date despre dosarul penal al DNA despre finanțarea din bani publici a panourilor cărții lui Nicolae Ciucă după investigația SNOOP, in HotNews, 19 novembre 2024. URL consultato il 20 novembre 2024.
241. ↑  (RO) 2 milioane de euro bani publici pentru promovarea cărții lui Ciucă - „Un ostaș în slujba țării” (Snoop). Ciolacu: O să fie best-seller, in Digi 24, 7 agosto 2024. URL consultato il 9 novembre 2024.
242. ↑  (RO) Panourile „Ostașului Ciucă”: 2 milioane de euro plătiți din bani publici de PNL pentru cartea lui Nicolae Ciucă, in Snoop.ri, 7 agosto 2024. URL consultato il 9 novembre 2024.
243. ↑   La Corte costituzionale della Romania ha ordinato il riconteggio dei voti del primo turno delle elezioni presidenziali, Il Post, 28 novembre 2024.
244. ↑   Romania: la Corte Costituzionale ordina il riconteggio dei voti, Rai News, 28 novembre 2024.
245. ↑   La Corte costituzionale della Romania ha confermato il risultato del primo turno delle elezioni presidenziali, Il Post, 2 dicembre 2024.
246. ↑   La Corte costituzionale romena ha ordinato di rifare le elezioni presidenziali, Il Post, 6 dicembre 2024.
247. ↑   Romania, corte Costituzionale annulla il risultato elettorale delle presidenziali: voto da ripetere, Rai News, 6 dicembre 2024.
248. ↑   Voto annullato in Romania, perquisite abitazioni per l'inchiesta sulle presidenziali, Rai News, 7 dicembre 2024.
249. 1 2  (RO) Iohannis a anunțat cât timp va rămâne președinte și a explicat ce urmează în situația „nemaiîntâlnită”. „România e o țară democrată””, su digi24.ro, 6 dicembre 2024. URL consultato il 23 dicembre 2024.
250. 1 2 3  (EN) Report ties Romanian liberals to TikTok campaign that fueled pro-Russia candidate, su POLITICO, 21 dicembre 2024. URL consultato il 22 dicembre 2024.
251. ↑  (RO) Adrian Ardelean, Ce va fi diferit la alegerile prezidențiale din 2025: votul în străinătate, limitat & amenzi pentru rețelele sociale, su Europa Liberă România, 16 gennaio 2026. URL consultato il 16 gennaio 2025.
252. ↑  (RO) Briefing de presă la finalul ședinței de guvern, susținut de Mihai Constantin, purtătorul de cuvânt al Guvernului, su gov.ro, 16 gennaio 2025. URL consultato il 16 gennaio 2025.